# Презерватив

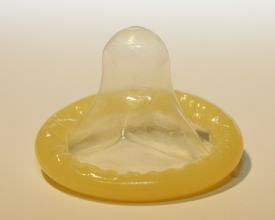
Презерватив мужской в свёрнутом виде

Презервати́в (фр. préservatif, от позднелат. praeservo — «предохраняю»), также кондо́м (фр. condom) — медицинское изделие в виде небольшой тонкостенной эластичной трубки с одним закрытым концом и входным отверстием на другом, предназначенное главным образом для использования в качестве средства контрацепции барьерного типа.
Презерватив — единственное средство контрацепции, которое предотвращает контакт между слизистыми партнёров, что, кроме предотвращения незапланированной беременности, также защищает использующих его людей от заболеваний, передающихся половым путем (ЗППП).
Мужской презерватив надевается на эрегированный половой член, женский вставляется во влагалище. Современные презервативы чаще всего изготовляются из латекса, хотя могут использоваться и другие материалы, например, полиуретан.
Кроме использования во время полового акта, презервативы имеют и другие медицинские применения: например, они надеваются на датчики аппаратов ультразвуковой диагностики при введении их ректально (в прямую кишку) и вагинально (во влагалище) перед исследованием смежных органов для исключения переноса инфекций от одного пациента к другому, а урологические презервативы (уропрезервативы) с отводной трубочкой на конце могут использоваться для сбора мочи в мочеприёмник.

## История

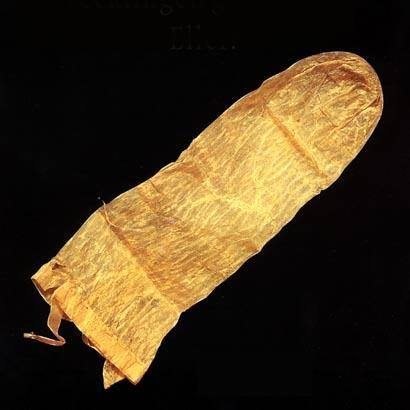
Древнеегипетский

По некоторым данным, презервативы использовались ещё в Древнем Египте и Древнем Риме.

### Древность и Средние века
Старейшим возможным свидетельством о презервативе является его предполагаемое изображение во французской пещере Комбарель, сделанное 12—15 тысяч лет назад.
Среди историков нет единого мнения по поводу того, использовались ли презервативы в античности. Хотя в древних Египте, Греции, Риме ценилась малодетность и практиковались различные контрацептивные методы, считалось, что за контрацепцию отвечает женщина. Поэтому все хорошо документированные контрацептивные устройства тех времён, как эффективные (например, контрацептивные пессарии), так и неэффективные, вроде амулетов, являются женскими. Тексты тех времён содержат завуалированные указания и на мужские методы контрацепции, но большинство историков считает, что речь идёт не о презервативах, а о прерванном половом акте или анальном сексе.
Набедренные повязки[какие?], носившиеся древнеегипетскими или древнегреческими тружениками, были очень малы, и иногда прикрывали лишь головку члена[как?]. Письменные свидетельства о набедренных повязках такого типа, носившихся представителями высшего общества, позволили некоторым историкам предположить, что такие повязки надевались во время полового акта, но другие историки сомневаются в этом предположении.
Известна также легенда о царе Миносе, записанная Антонином Либералом в середине II века. По этой легенде, из-за проклятия, наложенного на Миноса, в его сперме были змеи и скорпионы. Минос защитил свою сексуальную партнёршу от этих животных, сделав женский презерватив из козлиного мочевого пузыря.
Контрацепция перестала применяться после упадка Римской империи в V веке, так, например, не документировано использование контрацептивных пессариев вплоть до XV века. Если в Римской империи и применяли презервативы, это умение было утеряно во время её упадка. Фактором, способствующим прекращению контрацепции, было распространение христианства, объявившего любые контрацептивные методы грехом. В манускриптах средневековых мусульманских и еврейских авторов можно найти упоминания мужских контрацептивных методов, как, например, окунание члена в смолу или луковый сок. Возможно, там же есть упоминания и о презервативах, однако все связанные с этим описания туманны и неясны.
В то же время мужские презервативы применялись до XV века в Азии. Презервативы закрывали только головку члена и, по всей видимости, использовались только высшими классами. В Китае они делались из смазанной маслом шёлковой бумаги или кишечника ягнят, в Японии — из черепашьего панциря или рогов животных. В конце XV века голландские купцы начали привозить из Китая презервативы, сделанные из «тонкой кожи». Они, в отличие от японских презервативов из рога, закрывали весь половой член.

### Эпоха Возрождения

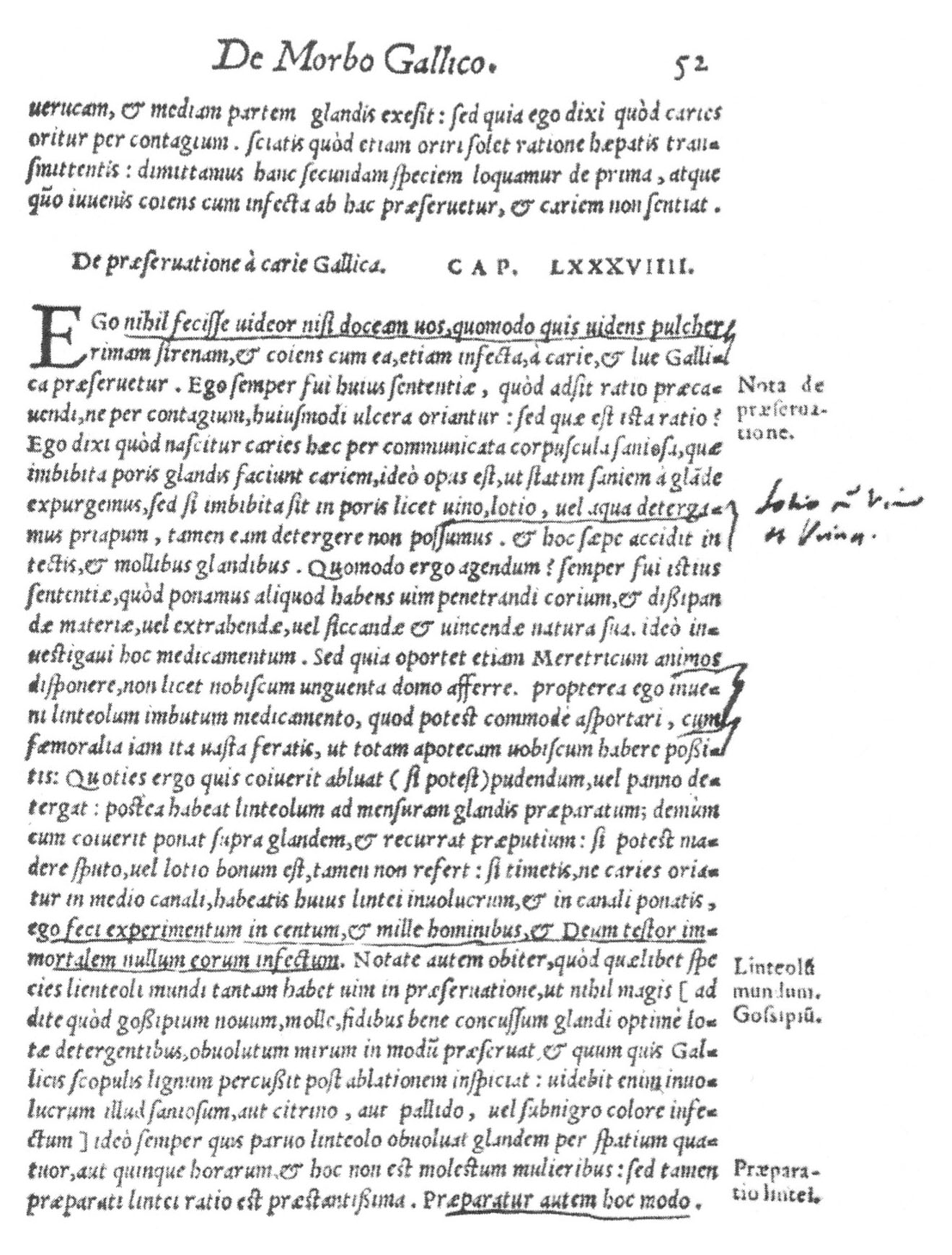
Страница из сочинения Габриеле Фаллопия «De Morbo Gallico» («Французская болезнь») о сифилисе, 1564

В конце XV века начались эпидемии сифилиса. Как пишет Джаред Даймонд, «первые достоверные упоминания о сифилисе датируются 1495 годом. Тогда пустулы часто покрывали тело с головы до колен, и смерть наступала в течение нескольких месяцев (сейчас болезнь гораздо менее смертельна.)» К 1505 году эпидемия распространилась на территорию Китая и опустошила там большие области.
Первое достоверное упоминание о презервативах встречается в трактате «De Morbo Gallico» («Французская болезнь», то есть сифилис) итальянского врача XVI века Габриэле Фаллопия, опубликованном в 1564 году, спустя два года после смерти автора. Для защиты от сифилиса Фаллопий рекомендует приспособление, которое, по его словам, он изобрёл сам: льняной чехол, замоченный в специальном химическом растворе, после чего высушенный. Чехол надевался на головку члена и крепился на месте подвязкой. Фаллопий пишет, что проверил своё устройство на 1 100 подопытных, и никто из них не заразился страшной болезнью.
После публикации «De Morbo Gallico» начинается широкое распространение презервативов. Их использование для профилактики заражения упоминается в многочисленных текстах по всей Европе. Первое письменно зафиксированное упоминание об использовании таких приспособлений для контрацепции встречается в сочинении 1605 года «О правосудии и праве» (De iustitia et iure) католического теолога Леонарда Лессия (лат. Leonardus Lessius): он осуждает его как аморальное. Первое явное указание на использование «un petit linge» (маленького кусочка ткани) для предотвращения беременности встречается во французском романе и пьесе 1655 года «L’Escole des filles» («Философия девушек»). В 1666 году английский Комитет по рождаемости (English Birth Rate Commission) счёл, что причина снижения рождаемости — в широком использовании «кондонов» (condons). Это первое упоминание слова «кондом» или похожего на него.
Кроме льна, презервативы в эпоху Возрождения делались из кишок и мочевых пузырей животных. Использование очищенных и обработанных кишок для производства презервативов восходит к XIII веку. Презервативы из мочевых пузырей, датируемые 1640-ми годами, были найдены в Англии: по-видимому, их использовали солдаты английского короля Карла I.

### XVIII век
В текстах XVIII века презервативы упоминаются гораздо чаще, чем в более ранних. Не все эти упоминания позитивны: так, в 1708 году Джон Кэмпбелл безуспешно призывал парламент их запретить. Известный английский врач Дэниел Тёрнер (Daniel Turner) осудил презервативы. Свои доводы он опубликовал в 1717 году. По его мнению, презервативы не дают полной защиты от заражения сифилисом, однако ложное чувство безопасности заставляет мужчин вступать в неразборчивые половые связи с сомнительными партнёршами. Недовольные потерей чувствительности из-за использования презервативов мужчины затем прекращают их применение, но не беспорядочную половую жизнь, к которой они привыкли. Французский профессор медицины Жан Астрюк (Jean Astruc) опубликовал в 1736 году своё сочинение аналогичной направленности, в котором цитировал Тёрнера как авторитетного специалиста. Позднее в XVIII веке врачи критиковали использование презервативов не с медицинских, а с этических позиций: они считали, что применение презервативов аморально.
Несмотря на критику, продажа презервативов быстро росла. В XVIII веке производились презервативы разнообразных видов и размеров. Делались они из льна, а также из «кожи» (skin), то есть обработанных серой или каустической содой кишок или мочевого пузыря. Их продавали в барах, парикмахерских, аптеках, на рынках и на театральных представлениях по всей Европе и в России. Первое упоминание проверки качества презервативов встречается в мемуарах Джакомо Казановы, описывающих его жизнь до 1774 года: нередко, чтобы проверить, не дыряв ли презерватив, он дул в него перед использованием.
В колониальной Америке, если и использовали контрацепцию, то только женские методы. Первое упоминание об использовании презервативов в Америке встречается около 1800 года, почти через 30 лет после завоевания независимости. Примерно в то же время (около 1800 года) продажа льняных презервативов резко сократилась, поскольку они были дороже и менее комфортабельны, чем презервативы из «кожи».
До начала XIX века применение презервативов ограничивалось средними и высшими классами. Причинами была неосведомлённость рабочего класса о венерических заболеваниях, а главное — их высокая цена. Для типичной проститутки цена одного презерватива соответствовала её заработку за несколько месяцев.

### XIX век

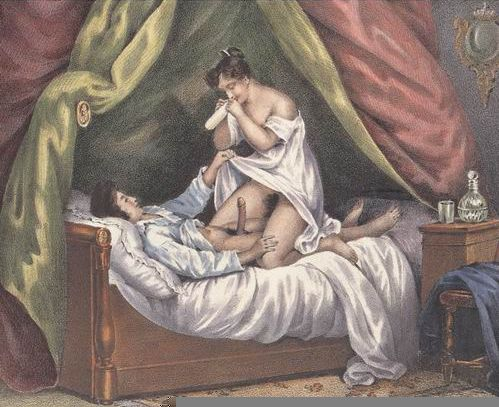
Николя Октав Тассёр. Осторожная любовница. Литография 1860 года

В начале XIX века контрацепция впервые стала пропагандироваться среди трудящихся масс. Сторонниками контрацепции были в Англии Джереми Бентам и Ричард Карлайл (англ.), в Северо-Американских Соединённых Штатах — Роберт Дейл Оуэн (англ.), сын известного английского социалиста, и врач Чарльз Ноултон (англ.). Хотя авторы рекомендовали другие методы контрацепции из-за дороговизны презервативов и их ненадёжности (тогдашние презервативы часто рвались, спадали или были дырявыми), тем не менее отмечалось, что презервативы в некоторых случаях полезны и что только они защищают от сифилиса. Одна группа британских сторонников контрацепции стала распространять в бедных районах литературу о презервативах с инструкциями по их изготовлению в домашних условиях; в 1840-х такие же трактаты распространялись как в городах, так и в сельских районах Северо-Американских Штатов.
С 1820-х по 1870-е лекторы-мужчины и женщины разъезжали по Америке, выступая с лекциями о физиологии и сексе. Многие из них после лекций продавали контрацептивные средства, в том числе и презервативы. За это их критиковали многие моралисты и медицинские работники, в том числе первая женщина-врач Элизабет Блэкуэлл, обвинявшая лекторов в пропаганде «абортов и проституции». В 1840-е реклама презервативов появилась в английских газетах, а в 1861 — в New York Times.
В 1843 году Томас Хэнкок (англ.) запатентовал в Англии вулканизацию, а в 1844 году её же запатентовал в Америке Чарльз Гудьир, по-видимому, открывший её независимо. Первый резиновый презерватив был сделан в 1855 году, а к концу 1850-х несколько крупнейших компаний по выпуску резиновых изделий наладили, среди прочего, массовое производство презервативов. Главным преимуществом резиновых презервативов была возможность многократного использования, делавшая их более экономичными. Однако презервативы «из кожи» были поначалу дешевле и давали лучшие ощущения, из-за чего предпочитались резиновым. Но к концу XIX века слово «резинка» стало эвфемизмом презерватива в разных странах по всему земному шару. Поначалу резиновые презервативы закрывали лишь головку члена. Врач должен был измерить размеры головки, после чего заказывался нужный размер. Несмотря на это, презервативы часто спадали. Позднее производители поняли, что они могут увеличить сбыт продукции, делая презервативы одного размера, закрывающие весь член, и продавая их в аптеках.
Вторая половина XIX века ознаменовалась борьбой против презервативов законодательными методами. В 1873 году в Северо-Американских Соединённых Штатах вступил в действие закон Комстока (Comstock act), запретивший пересылку материалов, имеющих «непристойный, похотливый или развратный» («obscene, lewd, and/or lascivious») характер. Под эту категорию подпали и презервативы, а также информация о них. Кроме того, в 30 штатах были приняты законы, запрещавшие производство и продажу презервативов. В Северной Ирландии в 1889 году был принят «Закон о непристойной рекламе» (Indecent Advertisements Act), запрещавший рекламу презервативов, хотя их изготовление и продажа по-прежнему оставались законными. В Италии и Германии XIX века контрацептивы были запрещены, но презервативы были разрешены для предотвращения болезней. Несмотря на все препоны, презервативы были широко доступны в Европе и Америке и широко рекламировались под такими названиями, как мужской щит (male shield) и резиновое изделие (rubber good). В конце XIX века в Европе их называли «маленькая штучка для уикенда» (a little something for the weekend). Только в Ирландии изготовление и продажа презервативов были полностью запрещены, и запрет оставался в силе до 1970-х.
Противниками презервативов были не только моралисты. В конце XIX века феминистское движение в Европе и Америке было резко против презервативов. По мнению тогдашних феминисток, контроль рождаемости должен был всецело принадлежать женщинам.
Несмотря на критику и законодательные запреты, в конце XIX века презервативы оставались самым популярным средством контроля рождаемости в западном мире. Согласно двум опросам, проведённым в Нью-Йорке в 1890 и 1900 годах, 45 % опрошенных женщин использовали презерватив для предотвращения беременности. Опрос, проведённый в Бостоне перед Первой мировой войной, показал, что в этом городе продаются три миллиона презервативов в год.
В 1870-х в Англии возникла одна из первых крупных компаний по производству презервативов, E. Lambert and Son of Dalston. В 1882 году Юлиус Шмидт (Julius Schmidt), иммигрант из Германии, основал один из крупнейших и самых долгоживущих презервативных бизнесов, Julius Schmid, Inc. Интересно, что в 1890 году Шмидта арестовал Энтони Комсток (чьим именем назван закон Комстока) за то, что Шмидт держал несколько сот презервативов у себя дома. В 1912 году Юлиус Фромм революционизировал производство презервативов: вместо того, чтобы наматывать листы сырой резины на заготовку с последующей вулканизацией, стеклянная заготовка окуналась в резину, сделанную жидкой путём смешивания с бензолом или бензином. Произведённые по такой технологии презервативы получались тонкими и бесшовными. Первой компанией, внедрившей новую технологию в Америке, стала Julius Schmid, Inc. Фромм также был первым, кто стал производить бренд презервативов. Его бренд, Fromm’s Act, популярен в Германии по сей день. У самого Фромма бизнес в 1938 году отняли нацисты, заставив его продать компанию крёстной матери Геринга за 117 тыс. рейхсмарок, малую часть реальной стоимости компании. Годом позже Фромм эмигрировал в Лондон, где умер от инфаркта 12 мая 1945 года, вероятно, от волнения из-за победы над нацистской Германией.

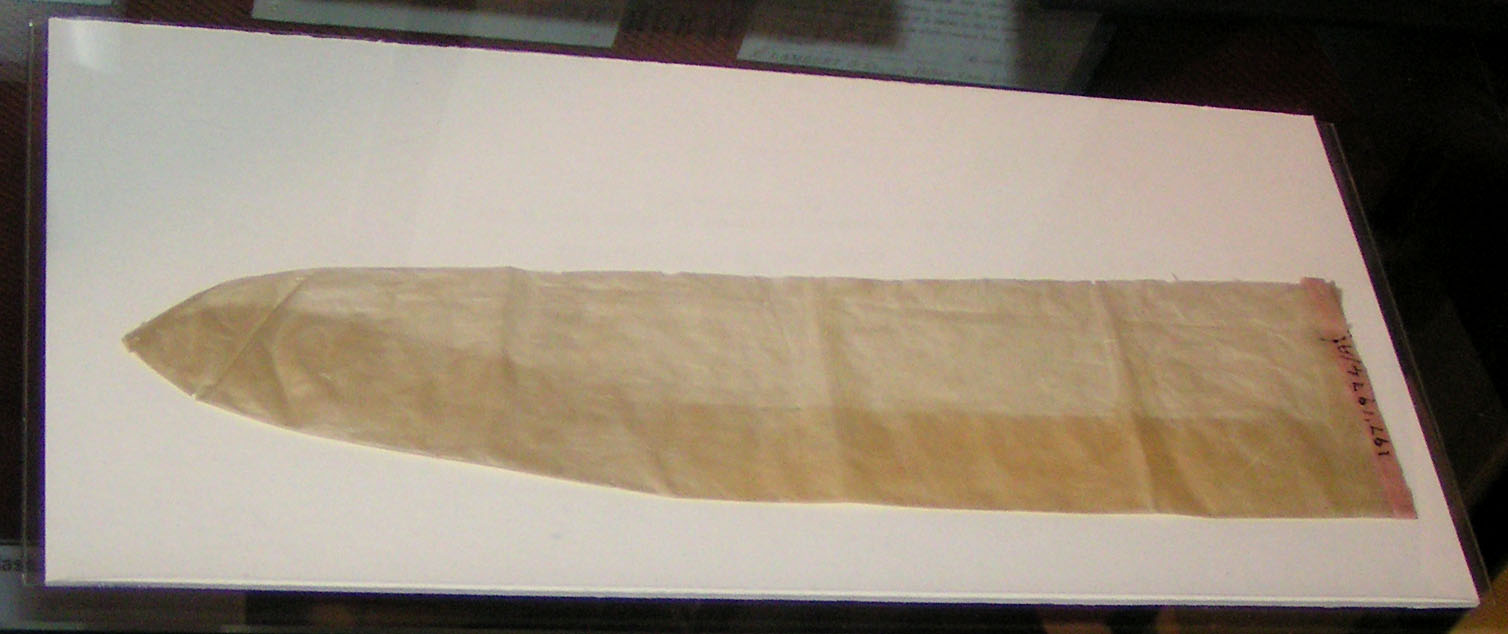
Презерватив примерно 1900 года из кишок животного

Начиная со второй половины XIX века заболеваемость ЗППП в Америке резко возросла. В качестве причин историки называют Гражданскую войну и невежество в области предотвращения ЗППП, причиной которого были законы Комстока. В американских государственных школах впервые были введены уроки сексуального образования, на которых ученикам рассказывали о ЗППП и как они передаются. Единственным способом предотвращения ЗППП объявлялось половое воздержание. Школьникам не рассказывали о роли презервативов в предотвращении ЗППП, медицинское сообщество того времени и моралисты считали их наказанием за разврат. Предубеждения по поводу ЗППП были так сильны, что многие клиники отказывались принимать пациентов, больных сифилисом.

### XX—XXI век

#### 1900—1929

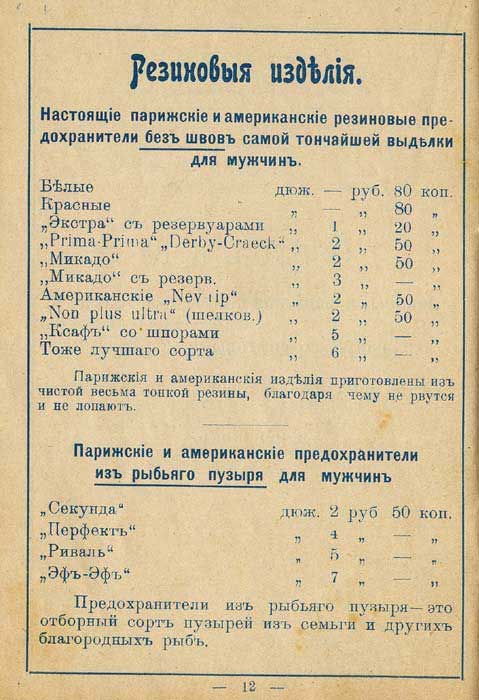
Дореволюционная реклама презервативов

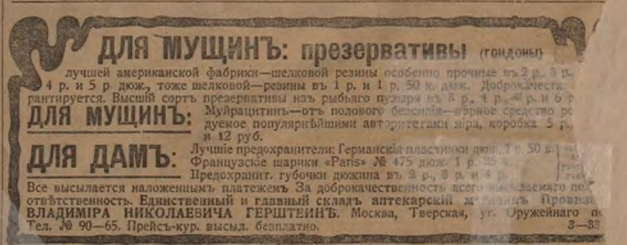
Реклама презервативов, газета «Сибирская жизнь» от 29 августа 1907

Немецкая армия была первой, пропагандировавшей использование презервативов среди своих солдат начиная со второй половины XIX века. В начале XX века эксперименты, проводившиеся в американской армии, показали, что распространение презервативов среди солдат резко уменьшало заболеваемость ЗППП. Тем не менее в течение Первой мировой войны США, а в начале войны и Британия, были единственными западными странами, которые не распространяли презервативы и не пропагандировали их использование. К концу войны в американской армии было зарегистрировано почти 400 000 случаев сифилиса и гонореи, что было максимальным показателем в истории.

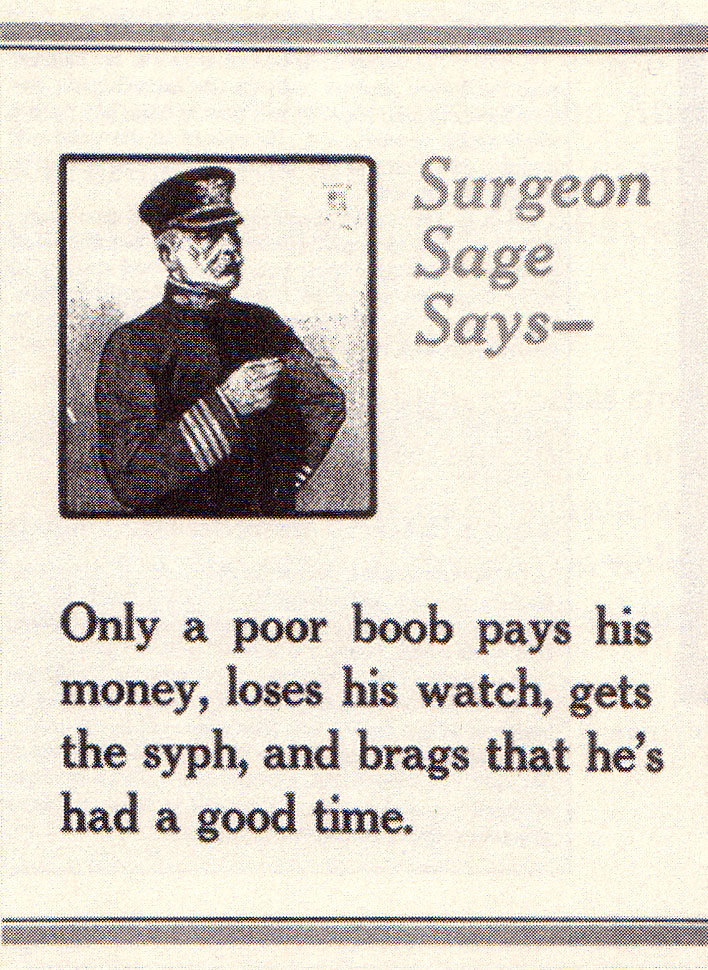
Американский плакат времён Первой мировой войны, пропагандирующий половое воздержание

С конца XIX века и до начала Первой мировой войны почти все презервативы, использовавшиеся в Европе, импортировались из Германии. Помимо Европы, Германия обеспечивала презервативами Австралию, Новую Зеландию и Канаду. В течение войны американские компании Schmid, Inc. и созданная в конце XIX века Youngs Rubber Company стали крупными поставщиками презервативов в страны антигерманской коалиции. Уже к началу 1920-х большинство европейских презервативов вновь производилось в Германии.
В 1918 году, незадолго до конца войны, американский суд отклонил обвинения, выдвинутые против Маргарет Сэнджер. Судья постановил, что презервативы могут законно рекламироваться и продаваться для предотвращения болезни. В нескольких штатах всё ещё оставались законы против покупки и продажи контрацептивов, а реклама презервативов как средства контроля рождаемости оставалась незаконной в более чем 30 штатах. Но впервые за 45 лет презервативы начали публично и законно продаваться американцам. В 1920-х запоминающиеся названия и обращающая на себя внимание упаковка стали всё более важной рекламной технологией в продаже многих товаров, в том числе презервативов и сигарет. Стала более распространённой проверка качества. Каждый презерватив заполнялся воздухом, после чего проверялось, не уменьшилось ли давление. Некоторые американские компании продавали презервативы, не прошедшие проверку, по сниженным ценам, вместо того, чтобы выбрасывать их. Потребителям предлагалось самостоятельно произвести аналогичные проверки, хотя мало кто из них действительно это делал. В мировых масштабах продажи презервативов удвоились в 1920-х годах.
И в этот период было немало противников презервативов. Фрейд был против всех методов контроля рождаемости из-за их ненадёжности, и в особенности против презервативов из-за того, что они уменьшали сексуальное удовлетворение. Некоторые феминистки по-прежнему были против презервативов как контрацептивных средств для мужчин. Многие моралисты и медики были против всех методов контрацепции. В 1920 году англиканская церковь на шестой ламбетской конференции осудила все «неестественные методы предотвращения зачатия». Лондонский епископ Артур Уиннингтон-Инграм (Arthur Winnington-Ingram) жаловался на большое количество использованных презервативов на аллеях и в парках, особенно после выходных и праздников.
В США реклама презервативов была по закону ограничена их использованием для предотвращения болезни. В Британии их разрешалось открыто рекламировать как средство контроля рождаемости, но там их покупка считалась менее приличной, чем в США. Их обычно просили как «маленькую штучку для уикенда» («a little something for the weekend»), и крупнейшая британская сеть аптек, Boots, полностью прекратила продавать презервативы в 1920-е, причём эта политика не изменилась до 1960-х. Во Франции после первой мировой войны были запрещены все контрацептивы, включая презервативы, из-за обеспокоенности правительства по поводу низкой рождаемости. Контрацепция была запрещена и в Испании. Европейские армии продолжали обеспечивать военнослужащих презервативами для профилактики заболеваний, причём это делалось даже в тех странах, где презервативы были запрещены для остального населения..
В 1920 году был изобретён латекс. Американская Youngs Rubber Company первой стала производить презервативы из латекса. Они были тоньше и крепче, чем старые резиновые презервативы, могли храниться 5 лет, а не 3 месяца, требовали меньше труда и их производство не было пожароопасным. Первые европейские презервативы из латекса были экспортированы из США, где их производила Youngs Rubber Company. Лишь в 1932 году английская London Rubber Company, в прошлом занимавшаяся розничной продажей немецких презервативов, стала первым европейским производителем презервативов из латекса, названных Durex.
В 1920-х производство презервативов было автоматизировано. Первую полностью автоматизированную линию собрал Фред Киллиан из Огайо и продал её за 20 000 долларов, что составляет около 2 000 000 долларов на сегодняшние деньги. Большинство крупных производителей купило или арендовало конвейеры, мелкие производители разорились, а цены на презервативы из латекса резко упали. Презервативы из «кожи», теперь очень дорогие по сравнению с латексными, сохранились в небольшой нише как «роскошные» товары.

#### Великая депрессия
В 1927 году старшие медицинские офицеры армии США начали пропагандировать распространение презервативов и образовательные программы для военнослужащих. К 1931 году презервативы стали стандартным предметом для всех американских военнослужащих. Это совпало с резким сокращением заболеваемости ЗППП в армии США. Американская армия была не единственной организацией, изменившей отношение к презервативам: на седьмой ламбетской конференции англиканская церковь санкционировала использование контрацептивов для супружеских пар. В 1931 году американский Национальный совет церквей принял аналогичное решение.
Иначе повела себя католическая церковь. Она издала энциклику Casti Connubii, запрещающую использование всех контрацептивных средств. Этот запрет сохраняется до сих пор, и католики считают использование презервативов грехом. В 1930 году впервые был произведён анализ спермы, а в 1930-х годах в Испании документировано первое использование презервативов для этой цели. В презервативах прокалывалось отверстие, тем самым обходились католические запреты на контрацепцию и мастурбацию.
В 1932 году Маргарет Сэнджер договорилась о ввозе влагалищных диафрагм из Японии. Адресатом был нью-йоркский доктор. Когда американская таможня конфисковала посылку как незаконные контрацептивные устройства, Сэнджер подала иск. В 1936 году федеральный апелляционных суд постановил в деле United States v. One Package of Japanese Pessaries, что правительство не имеет право препятствовать докторам обеспечивать контрацепцию своим пациентам. В 1938 году в США открылись более 300 клиник, поставлявших контрацептивные средства, включая презервативы, малоимущим женщинам во всём мире. Программы, возглавлявшиеся американским главврачом США (Surgeon General) Томаном Парраном (Thoman Parran), включали активную рекламу презервативов. Эти программы привели к резкому падению заболеваемости ЗППП в США к 1940 году.
Местами, где закон ограничивал продажу презервативов, оставались фашистская Италия и нацистская Германия. В Италии из-за обеспокоенности правительства низкой рождаемостью контрацептивы были запрещены в конце 1920-х. Презервативы было разрешено продавать в ограниченных количествах и под жёстким правительственным контролем как средство предотвращения болезней. В результате возник чёрный рынок презервативов. В Германии в 1933 году был принят закон, разрешающий продажу презервативов только в простой коричневой бумаге и только в аптеках. Несмотря на эти ограничения, к началу второй мировой войны немцы использовали 72 млн презервативов в год.
Разрушение моральных и юридических барьеров, а также введение американским правительством презервативных программ способствовали росту продаж. Но одни эти факторы не могли объяснить бум презервативной индустрии во время Великой депрессии. В одних только США продавались 1,5 млн презервативов в день, а стоимость их составляла 33 млн долларов в год (в ценах того времени). Один историк объяснил это так: «презервативы были дешевле детей». Приобрели популярность старые резиновые, а не латексные презервативы: пускай они были менее комфортабельны, но их можно было использовать многократно, следовательно, они были экономичнее — немалое достоинство в те трудные времена.
В 1930-е годы стало уделяться больше внимания качеству презервативов. В 1935 году биохимик[кто?] проверил две тысячи презервативов, наполнив каждый из них воздухом, и нашёл, что 60 % из них протекают. Презервативная индустрия оценивала, что только 25 % презервативов проверяются перед упаковкой. Внимание прессы заставило FDA в 1937 году классифицировать презервативы как лекарство и обязать, чтобы каждый презерватив проверялся перед упаковкой. Youngs Rubber Company стала первой компаний, проверяющей все свои презервативы, включая установку автоматического оборудования по проверке качества, спроектированного Артугом Янгсом (братом владельца компании) в 1938 году. В 1940 году был принят en:Federal Food, Drug, and Cosmetic Act, дающий FDA право конфисковывать некачественную продукцию. В первый же месяц после принятия закона FDA конфисковало 864 000 презервативов. Качество презервативов в США повысилось, но американские производители продолжали экспортировать не прошедшую проверку продукцию в другие страны.

#### 1939—1980

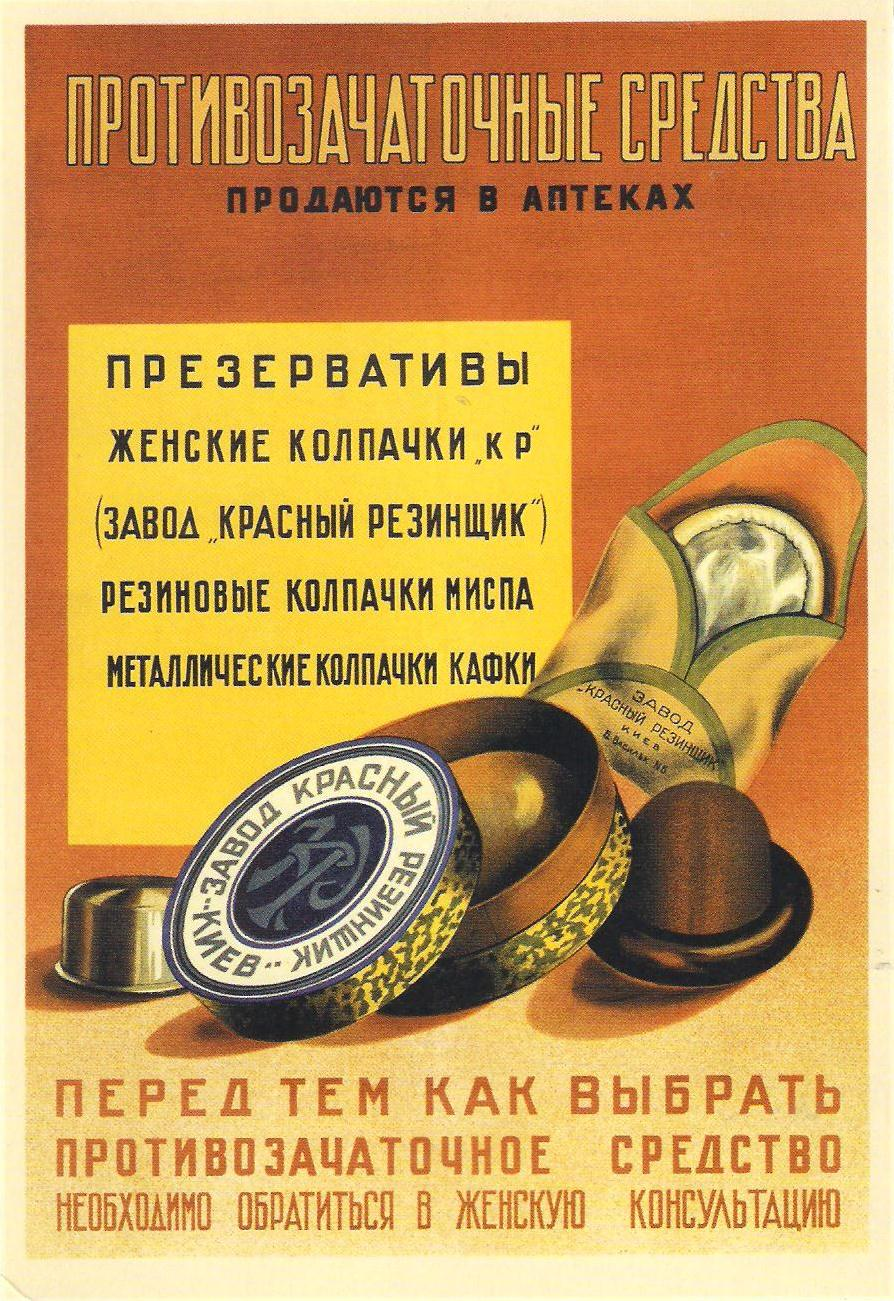
Пропаганда контрацепции в СССР. Плакат неизвестного художника, 1938

В течение Второй мировой войны презервативы не только распространялись среди американских военнослужащих-мужчин, но их использование широко пропагандировалось в фильмах, постерах и лекциях. Для армии придумали множество лозунгов, например «Don’t forget — put it on before you put it in.». Чернокожие солдаты служили в отдельных частях. Среди них презервативы пропагандировались не так широко, они применяли презервативы реже и гораздо чаще болели ЗППП. В американских женских военных частях (Women’s Army Corps) по-прежнему пропагандировалось половое воздержание. Европейские и азиатские армии по обеим сторонам фронта также обеспечивали свои войска презервативами. То же делала и нацистская Германия, хотя любое гражданское использование презервативов было запрещено в 1941 году. Несмотря на бывший в это время дефицит резины, производство презервативов никогда не ограничивалось. Отчасти из-за изобилия и лёгкой доступности презервативов солдаты придумали много способов их несексуального использования, некоторые из которых применяются и поныне.
После войны американские войска в Германии продолжали получать презервативы и пропагандирующие их материалы. Несмотря на это, заболеваемость ЗППП среди них начала расти и достигла высшего уровня со времён первой мировой войны. Одна из причин была в использовании пенициллина, в результате чего солдаты гораздо меньше боялись заразиться сифилисом или гонореей. Подобная беспечность распространилась и среди всего американского населения; один историк заявляет, что к 1960 году «презервативы считались почти устаревшими как средство профилактики». К 1947 году американская армия снова пропагандировала половое воздержание, эта политика продолжалась и во время войны во Вьетнаме.
Но продажи презервативов продолжали расти. Между 1955 и 1965 годами 42 % американцев репродуктивного возраста полагались на презервативы как на средство контроля рождаемости. В Британии 1950—1960 годов презервативы использовали 60 % женатых пар. Старые нелатексные презервативы, будучи экономичными, оставались в продаже ещё долго после войны. В 1957 году Дюрекс впервые запустил в производство смазанные презервативы. Начиная с 1960-х Япония использовала больше презервативов на душу населения, чем любая другая страна. Противозачаточные таблетки, выпускавшиеся с 1960-х, в последующие года стали самым популярным контрацептивом, но презервативы занимали прочное второе место. Проводившийся в 1966—1970 годах опрос британских женщин показал, что презервативы были самым популярным средством контроля рождаемости среди одиноких женщин. Новые фабрики появились в СССР, где продажу презервативов никогда не запрещали. Американское агентство по международному развитию стремилось увеличить использование презервативов в развивающихся странах для борьбы с перенаселённостью Земли: к 1970-м только в Индии использовались сотни миллионов презервативов ежегодно.
В 1960-е и 1970-е требования к качеству ужесточились,, а юридические препоны были убраны. В 1965 году Верховный Суд США в деле «Грисуолд против штата Коннектикут» (Griswold v. Connecticut) признал недействительным один из оставшихся законов Комстока, запрет контрацепции в Коннектикуте и Массачусетсе. Франция отменила свои законы против контроля рождаемости в 1967 году, а Италия в 1971 объявила аналогичные законы неконституционными. Беате Узе в Германии основала «спецмагазин гигиены брака», и после серии судебных процессов продолжала заниматься своим бизнесом. В Ирландии продажа презервативов была легализована в 1978 году с некоторыми ограничениями (только в клиниках и аптеках, и только для лиц, достигших 18 лет), которые были сняты только в 1993 году.
Реклама была областью, где всё ещё сохранялись законодательные запреты. В конце 1950-х американская National Association of Broadcasters запретила рекламу презервативов по федеральному телевидению. Этот запрет сохранялся вплоть до 1979 года, когда министерство юстиции опротестовало его в суде. В США реклама презервативов ограничивалась в основном журналами для мужчин, такими как Penthouse. Первый телевизионный рекламный ролик был выпущен в эфир калифорнийской станцией в 1975 году, однако вскоре он был отозван из-за повышенного к нему внимания. Более чем в тридцати штатах реклама кондомов как средства контроля рождаемости всё ещё оставалась незаконной.

#### После открытия СПИДа
Первая статья New York Times о синдроме приобретённого иммунодефицита (СПИД) была опубликована 3 июля 1981. В 1982 году впервые было высказано предположение, что СПИД передаётся половым путём. В ответ на это главный врач США (Surgeon General) д-р Чарльз Эверетт Куп (Charles Everett Koop) поддержал программы пропаганды презервативов. Однако президент Рональд Рейган предпочёл сконцентрироваться на пропаганде полового воздержания. Некоторые противники пропаганды презервативов считали, что СПИД — болезнь геев и наркоманов, которые получают то, что заслуживают. В 1990 году сенатор от Северной Каролины Джесс Хелмс (англ. Jesse Helms) заявил, что лучший способ борьбы со СПИДом — законодательный запрет содомии.
Тем не менее в печати были развёрнуты масштабные рекламные кампании, пропагандирующие презервативы как способ борьбы со СПИДом. Фирма Youngs Rubber разослала информационные брошюры по домам граждан, хотя почта поначалу отказалась это делать, ссылаясь на закон, запрещающий «рассылку по почте незаказанной рекламы контрацептивов». В 1983 году Верховный Суд США счёл действия почты противоречащими Первой поправке к Конституции США (среди прочего эта поправка гарантирует свободу слова). В 1985—1987 годах национальные кампании по рекламе презервативов развернулись в США и в европейских странах. Спрос на презервативы рос: за десять лет шведской кампании использование презервативов возросло на 80 %, за первый год британской кампании — на 20 %. В 1988 году презервативы стали самым популярным средством контроля рождаемости в Британии для супружеских пар, впервые со времён появления противозачаточной таблетки. Первая телевизионная реклама презервативов в США вышла 17 ноября 1991 года. В США в 1990-х презервативы были третьим по популярности методом среди супружеских пар, и вторым — среди незамужних женщин.
Презервативы начали продаваться в самых разных магазинах, включая супермаркеты и розничные сети, например Wal-Mart. Британский эвфемизм «маленькая штучка для уикенда» вышел из употребления. Продажи презервативов росли из года в год вплоть до 1994, когда СМИ начали терять интерес к пандемии СПИДа. Феномен уменьшения использования презервативов для предотвращения заражения получил название condom fatigue (презервативная усталость) или prevention fatigue. Презервативная усталость наблюдалась и в Европе, и в Америке. В ответ производители перешли от запугивающей рекламы к юмористической. Презервативы продолжали совершенствоваться: в 1990-е Durex выпустила в продажу первый полиуретановый презерватив под маркой Avanti. Durex также был первым производителем презервативов, открывшим свой веб-сайт. Это произошло в 1997 году. Использование презервативов в мире продолжает расти: согласно одному исследованию, только развивающимся странам в 2015 году потребуется 18,6 млрд презервативов

## Этимология

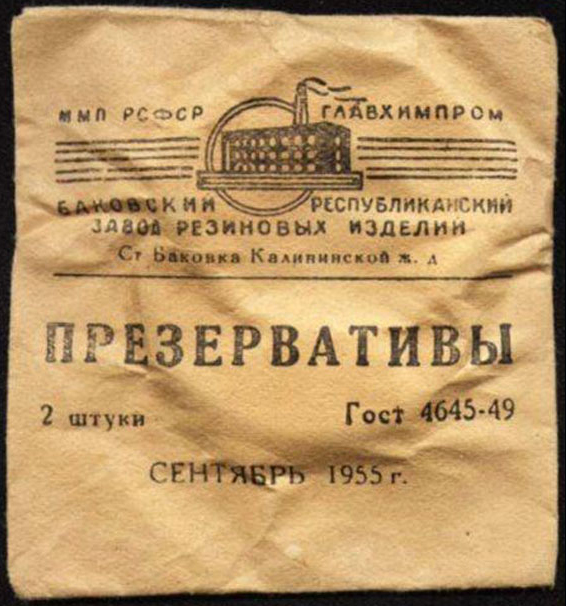
Резиновые презервативы, произведённые в 1955 г. в СССР и соответствующие ГОСТу от 1949 г.

Слово презерватив происходит от французского preservatif, имеющего то же значение.
Слово кондом впервые появляется в начале XIX века, хотя слово condon упоминается в 1666 году (см. раздел «Эпоха Возрождения»). По одной версии, «кондом» происходит от имени путешественника Кондамина (разработавшего метрическую систему и впервые доказавшего, что земля приплюснута с полюсов), открывшего латекс для европейцев. По другой версии, слово обязано происхождением другу английского короля Карла II, некоему д-ру Кондому или графу Кондомскому (Earl of Condom), который якобы изобрёл презервативы. Однако нет никаких свидетельств существования такого человека; кроме того, кондомы существовали уже более 100 лет к тому моменту, как Карл II взошёл на трон.
Предложены некоторые латинские этимологии, например condon (вместилище), condamina (дом) и cumdum (ножны). Также предполагалось происхождение от итальянского guantone, производного от guanto — перчатка. Уильям Е. Крак (William E. Kruck) в 1981 году написал статью, в заключении которой сказано: «По поводу слова „кондом“, могу только заявить, что его происхождение остаётся совершенно неизвестным, и этим заканчиваются поиски его этимологии». Современные словари также указывают этимологию слова как неясную.
В Северной Америке их называют prophylactics (профилактики) или rubbers (резинки), а чаще condoms. В Британии — French letters (французские письма).
В русском языке в советское время широко был популярен эвфемизм «Изде́лие № 2» (или «Резиновое изделие № 2»); также для обозначения презерватива используется слово «кондом» и его искажённый в русском языке вариант «гондон», упомянутый, например, в словаре Ушакова с пометкой «разг.». Последний вариант (иногда также в варианте «гандон»), кроме прямого значения приобрёл и ругательное значение (пейоратив, инвектива), иногда ошибочно причисляемое к ненормативной лексике, хотя к таковой не относится.

## Разновидности

### По назначению и объекту применения
По назначению презервативы бывают предназначены для использования при:
- половом акте (чаще всего),
- трансвагинальном или трансректальном ультразвуковом медицинском исследовании,
- сборе мочи в мочеприемник у мужчин (вместо катетера при наличии возможности).

По объекту/месту установки и соответствующим особенностям формы и конструкции презервативы, используемые при половом акте, делятся на:
- мужские, используемые чаще всего и надеваемые до полового акта на пенис, который они призваны обтягивать.
- женские, вставляемые до полового акта на всю глубину во влагалище женщины и имеющие на концах распирающие кольца.

Мужские контрацептивные презервативы имеют на закрытом конце резервуар для спермы, тогда как презервативы для датчиков УЗИ их не имеют, а урологические заканчиваются отводной трубочкой. В продаже имеются презервативы разных размеров, от очень маленьких до огромных, а также презервативы разных текстур поверхности для стимуляции пассивного партнёра. Презервативы обычно продаются смазанными, чтобы облегчить проникновение. Для орального секса применяются презервативы разных вкусов. Как сказано выше, большинство презервативов сделано из латекса, хотя полиуретановые презервативы и презервативы из слепой кишки ягнёнка тоже широко распространены.

### Материалы

#### Натуральный латекс

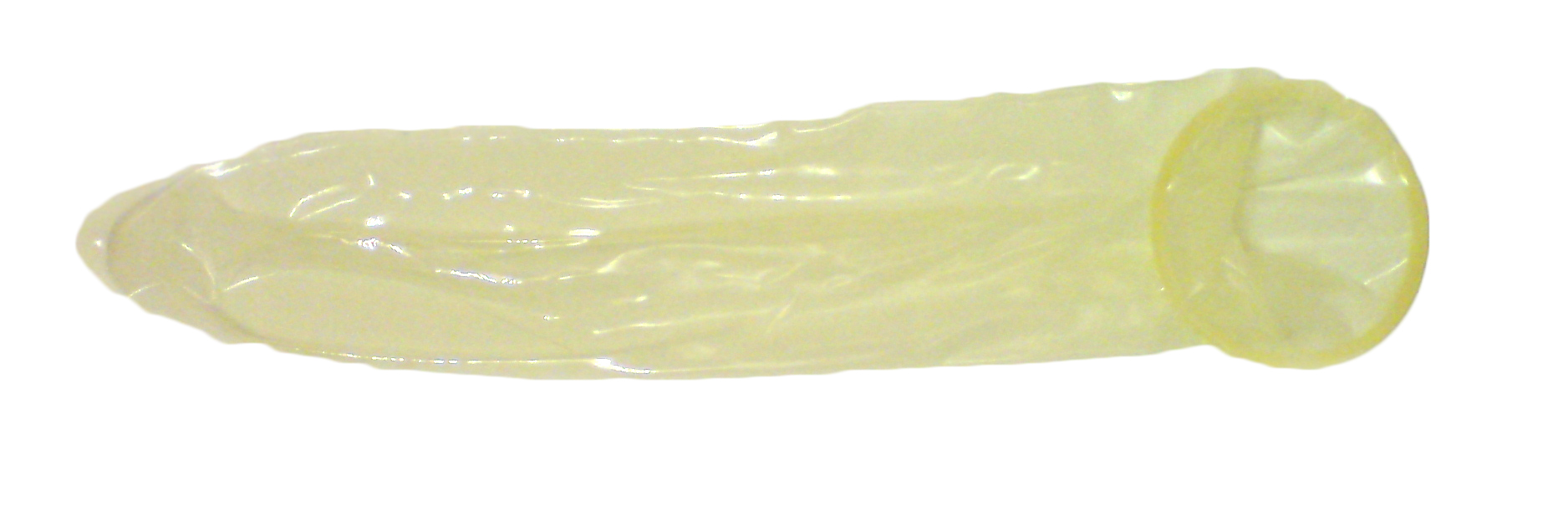
Латексный мужской презерватив

Латекс обладает отличными механическими свойствами: его предел прочности превышает 30 МПа, и презервативы из латекса могут растянуться более чем на 800 % до разрыва. В 1990 году Международная организация по стандартизации (ISO) установила стандарты на производство презервативов (ISO 4074, Natural latex rubber condoms). Вслед за этим Европейский союз и его Комитет по стандартизации (CEN) установили свой стандарт (Directive 93/42/EEC concerning medical devices). Каждый презерватив из латекса проверяется на наличие отверстий с использованием электрического тока. Если презерватив проходит проверку, он сворачивается и упаковывается. Кроме того, презервативы проходят выборочную проверку на утечку воды и надувание воздухом..
Латексные презервативы несовместимы со смазками на масляной основе (например, вазелином): они могут порваться или спасть из-за потери эластичности, вызванной маслом.
У европейских производителей обычная толщина стенки презерватива из латекса — 0,06 мм (60 микрон). Более тонкие, до 0,04 мм, производители именуют как «Sensitive», «Light» и т. п., более толстые (соответственно, более прочные), до 0,1 мм, — «Extra safe», «Forced».

#### Синтетические материалы
Самым распространённым материалом после латекса является полиуретан. Презервативы делают и из других синтетических материалов, как, например, смола AT-10 (AT-10 resin), а с недавнего времени и из полиизопрена.
Лучшие полиуретановые презервативы в три раза тоньше обычных латексных (толщина стенки полиуретанового презерватива Sagami Original — 20 микрон). Высокая плотность укладки молекул полиуретана исключает наличие микропор, присущих материалам из латекса. Толщина большинства полиуретановых презервативов составляет от 40 до 70 микрон. Из полиуретана часто делают и женские презервативы.
Полиуретан во многих отношениях лучше латекса: он лучше проводит тепло, менее чувствителен к температуре и ультрафиолетовому излучению, по этой причине требования к хранению полиуретановых презервативов менее жестки, а их срок хранения дольше. Полиуретан совместим со смазками на основе масла, гипоаллергенен, лишён запаха. Полиуретановые презервативы разрешены FDA для продажи в США как эффективный метод контрацепции и предотвращения СПИДа. В лабораторных условиях показано, что они для этих целей столь же эффективны, как и латексные.
С другой стороны, некоторые пользователи считают, что полиуретан менее эластичен, чем латекс, легче соскальзывает, а также дороже.
Полиизопрен — синтетический вариант латекса. Он значительно дороже, но обладает всеми преимуществами латекса, и в нём нет белка, который содержится в натуральном латексе и может вызывать аллергию.

#### Кишка ягнёнка
«Кожа ягнёнка» (в действительности его кишка) — один из старейших материалов для производства презервативов. Презервативы из неё лучше проводят тепло и меньше влияют на тактильные ощущения, чем синтетические, и менее аллергенны чем латекс. Однако риск заразиться ЗППП выше, чем у латексных презервативов, поскольку в материале есть поры, которые, как полагают, проницаемы для возбудителей ЗППП, хотя и непроницаемы для сперматозоидов. Такие презервативы значительно дороже всех прочих.

### Спермицидные
Некоторые латексные презервативы смазываются небольшим количеством ноноксинола-9, вещества, уничтожающего сперму (спермицида). Согласно журналу Consumer Reports, спермицидные презервативы не имеют никаких преимуществ в предотвращении беременности, их срок хранения короче, и они могут вызвать инфекции мочевых путей у женщин. Наоборот, использование отдельно хранящегося спермицида улучшает контрацептивную эффективность презервативов.
Считается[кем?], что ноноксинол-9 улучшает защиту от ЗППП, включая СПИД, но последние исследования показывают, что при частом использовании ноноксинол-9 увеличивает риск заражения СПИДом. ВОЗ считает, что спермицидные презервативы не следует пропагандировать. С другой стороны, по мнению ВОЗ, лучше использовать спермицидный презерватив, чем не использовать никакого. К 2005 году, 9 производителей презервативов прекратили производство презервативов с ноноксинолом-9, Planned Parenthood прекратил распространение таких презервативов, а FDA издало предупреждение по поводу таких презервативов. Одновременно с этим ученые утверждают, что ноноксинол обладает хорошими защитными свойствами против гонореи и хламидийной инфекции.

### Женские

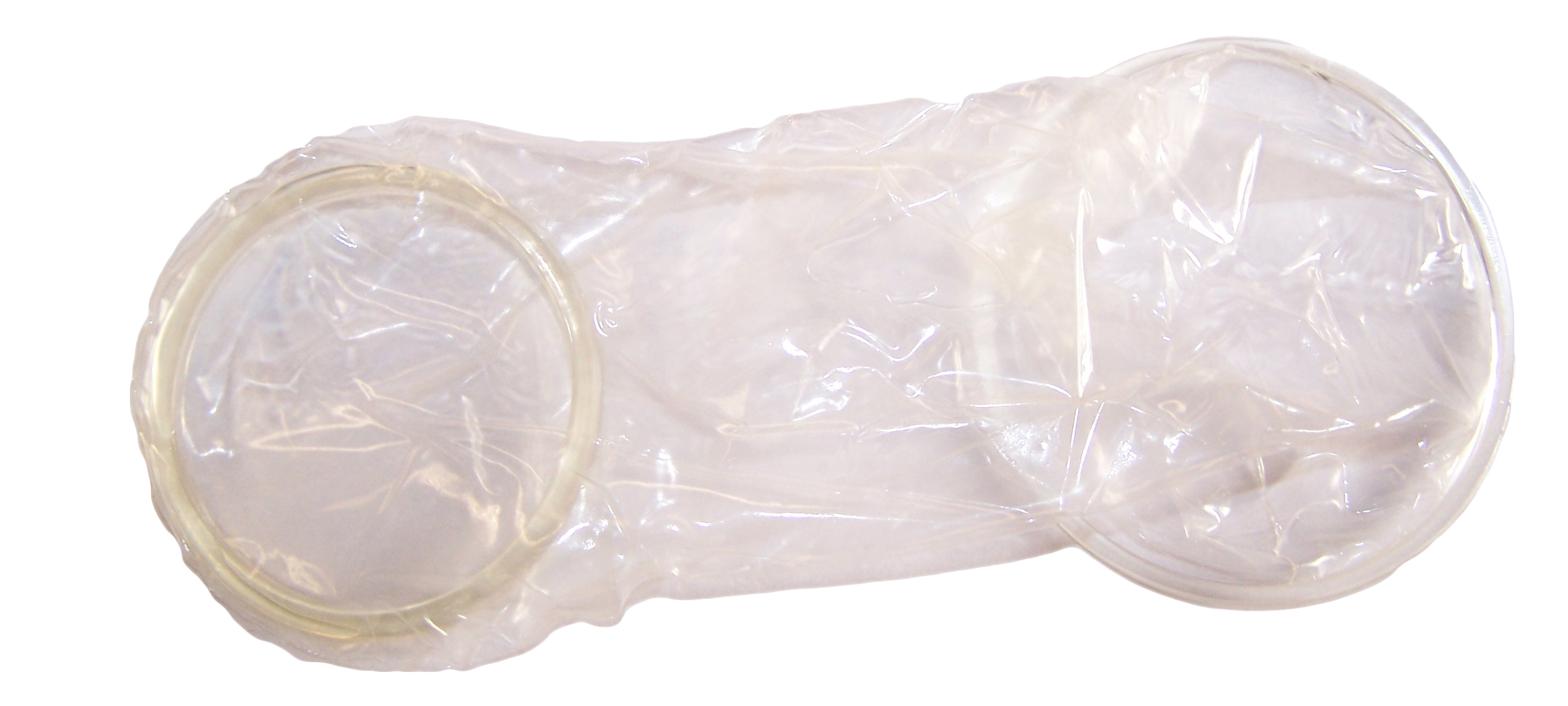
Женский презерватив

Выпускаются также женские презервативы. Они больше и шире мужских, но обладают такой же длиной. Женские презервативы снабжены гибким кольцеобразным входом и вставляются во влагалище. Они содержат внутреннее кольцо, которое помогает вводу и удерживает презерватив на месте во время секса. Некоторые женские презервативы делаются из полиуретана или полимеризованных нитрилов, другие из латекса. По состоянию на март 2008 года, латексные женские презервативы не продаются в США, но уже несколько лет как продаются в Африке, Азии и Южной Америке.
На сегодняшний день женские презервативы не пользуются такой же популярностью, как мужские. Связано это с несколькими негативными факторами:
1. Неудобство использования. Введение презерватива требует определённой сноровки.[147] Кроме того, проблемы вызывают длинные ногти, а также отсутствие опыта в использовании интравагинальных методов контрацепции.
2. Достаточно резкий запах.[источник не указан 687 дней]
3. Относительно высокая стоимость фемидома.[источник не указан 687 дней]

### Рельефные
Для дополнительной стимуляции влагалища или полового члена выпускаются презервативы ребристые, с пупырышками, с усиками, с плотным кончиком и так далее. Пупырышки или рёбра могут располагаться на внешней, внутренней или обеих поверхностях презерватива; они могут быть локализованы в какой-то части презерватива, чтобы стимулировать, например, G-точку или промежность. Плотный кончик нужен для дополнительной стимуляции мужчины. Следует избегать пупырчатых презервативов при анальном сексе, поскольку они раздражают анус и могут его поранить. Некоторые женщины чувствуют раздражение слизистой и при вагинальном сексе с использованием пупырчатых презервативов.

### Прочие

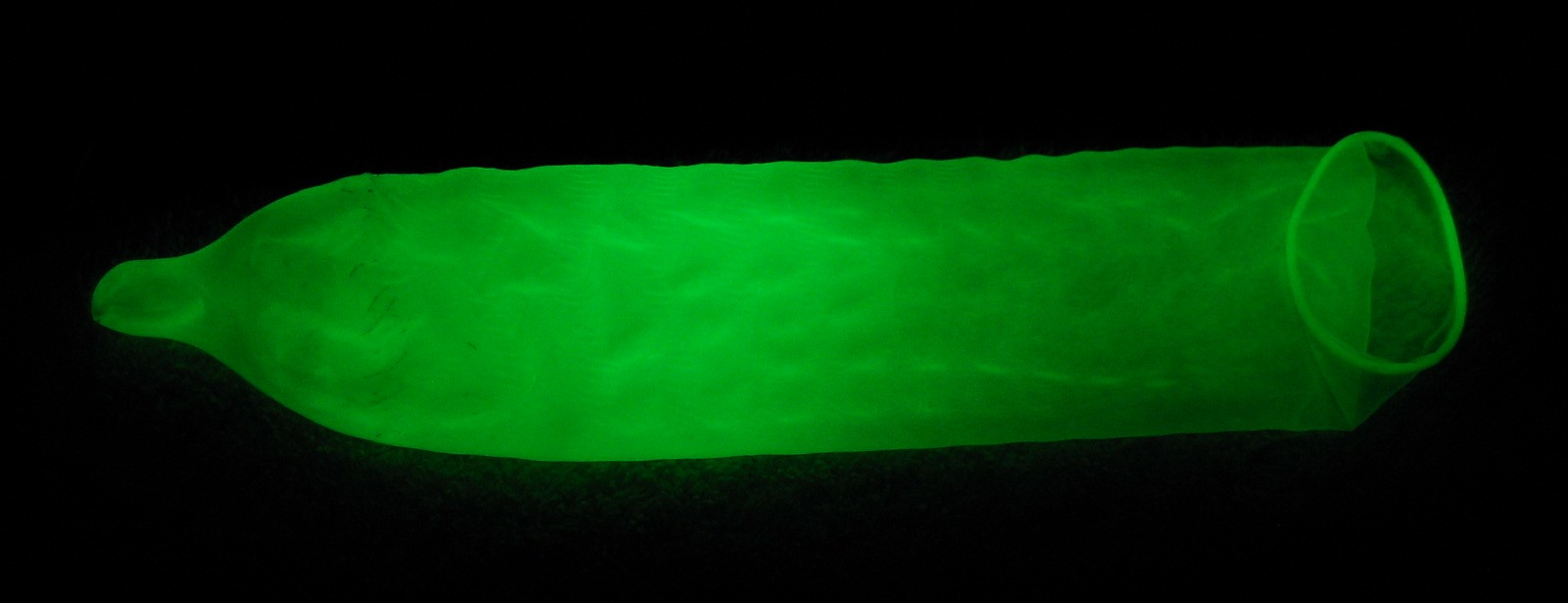
Светящийся в темноте презерватив с фосфоресцирующими добавками

Существуют неспермицидные презервативы, предназначенные для сбора эякулята с помощью партнёрши при трудностях с мастурбацией.
Медицинский техник из Южной Африки Сонетт Элерс (англ. Sonette Ehlers) придумала конструкцию женского презерватива против изнасилования, который наносит повреждение (рану) на половой член насильника, что вызывает у него боль и даёт жертве возможность скрыться. Такое устройство эксплуатирует африканский миф о зубастой вагине.
Некоторые «презервативы» используются только для развлечения, не защищая ни от беременности, ни от ЗППП.

## Эффективность

### В предотвращении беременности
Эффективность презервативов, как и большинства других контрацептивных методов, определяется двумя способами. При стандартном использовании в статистику включаются все, кто использует презервативы. При точном следовании методу статистика ведётся только среди тех, кто использует презервативы правильно и постоянно. Обычно применяется индекс Перля, определяющий, какой процент женщин забеременели в течение первого года использования метода, хотя некоторые исследования используют decrement tables.
При стандартном использовании эффективность снижается по нескольким причинам:
- ошибки составителей инструкций
- неправильное следование инструкции
- отказ следовать инструкции

Так, например, пользователь может надеть просроченный презерватив, поскольку производитель забыл указать дату хранения, или потому что он не обратил внимание на соответствующее место в инструкции, а может решить один раз не пользоваться презервативом. Также, из-за неправильного использования презерватив может сползти или порваться, в результате чего необходимо предпринимать меры экстренной контрацепции для защиты от нежелательной беременности.
Согласно Русселю (2007), индекс Перля для презервативов составляет 3,5 % при стандартном использовании и 2 % при точном следовании методу. В Германии индекс Перля при стандартном использовании доходит даже до 4,8 %.

### В предотвращении ЗППП

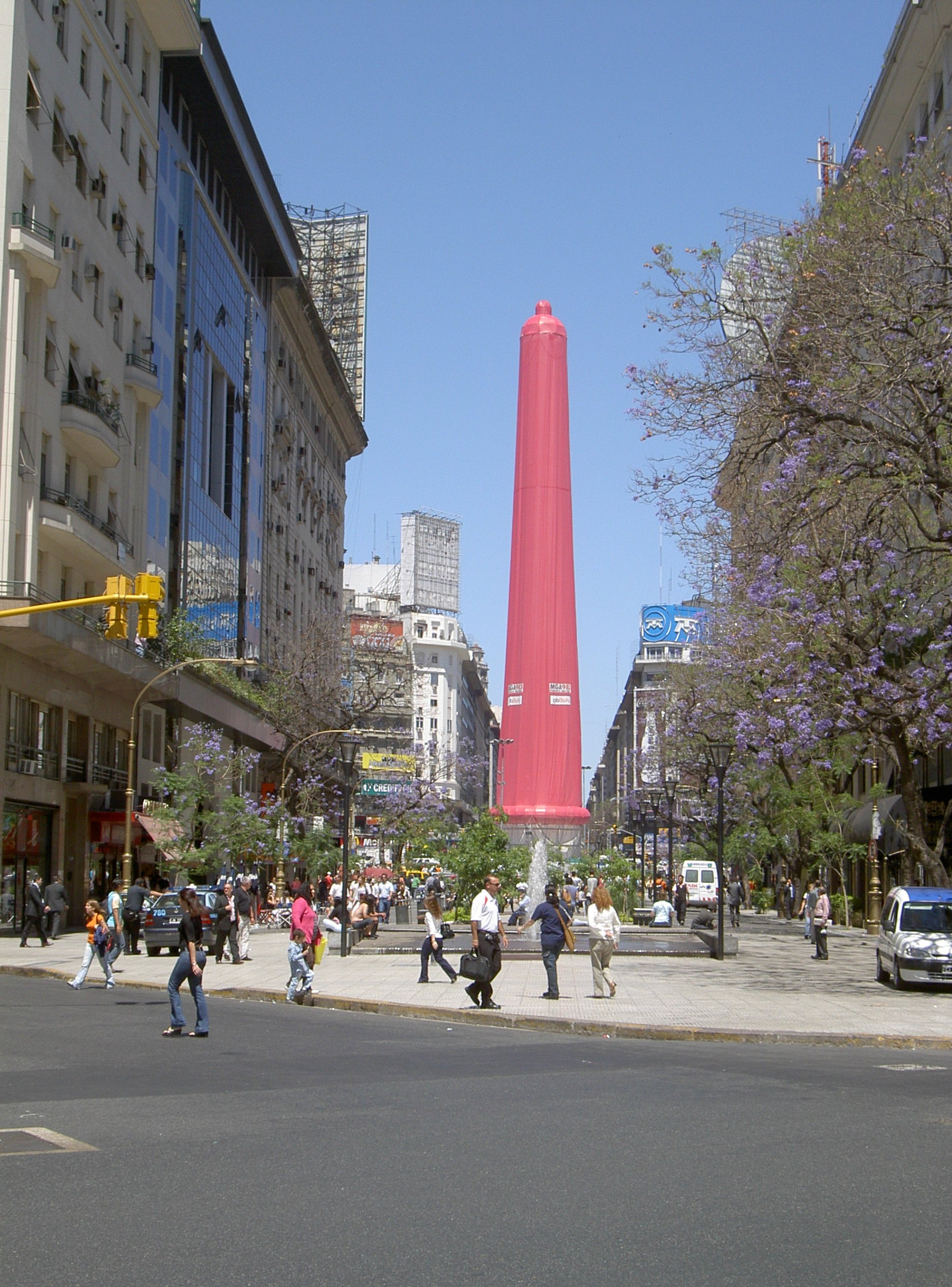
Обелиск в Буэнос-Айресе, одетый в розовый презерватив в честь Международного дня борьбы со СПИДом

Презервативы широко рекомендуются для предотвращения заболеваний, передающихся половым путём (ЗППП). Показана их эффективность в снижении заболеваемости среди мужчин и женщин. Презервативы защищают, хотя и не со 100 % эффективностью, от ВИЧ, генитального герпеса, остроконечных кондилом, сифилиса, хламидии, гонореи, контагиозного моллюска, фтириаза, и других венерических и дерматологических заболеваний.
Согласно отчёту Национального института здоровья (США), опубликованному в 2000 году, правильное и постоянное использование презервативов снижает риск передачи ВИЧ-инфекции на 85 %, с 6,7 до 0,9 на 100 человеко-лет, а также значительно снижает риск заражения гонореей для мужчин.
Согласно исследованию 2006 года, правильное использование презерватива снижает риск передачи папилломавируса человека примерно на 70 %. Другое исследование того же года показало, что презервативы эффективны в сокращении заражения вирусом HSV-2, известным также как вирус генитального герпеса, как у мужчин, так и у женщин.
Хотя презервативы снижают экспозицию, некоторые болезни могут передаваться даже в презервативе. Инфицированные области гениталий, особенно при наличии симптомов, могут быть не закрыты презервативом, и в результате некоторые болезни могут передаваться путём непосредственного контакта. Главной причиной, снижающей эффективность презервативов, однако, является их непостоянное использование.
Презервативы могут быть полезны в лечении потенциально предраковых состояний шейки матки. Контакт с папилломавирусом человека, даже если контактирующая уже заражена вирусом, увеличивает риск предраковых изменений. Использование презервативов помогает регрессии этих изменений. Кроме того, согласно исследованиям британских учёных, гормон, содержащийся в семенной жидкости, может усилить уже существующий рак шейки матки, а использование презерватива защищает женщину от контакта с этим гормоном.

### Причины отказов
Презервативы иногда спадают с пениса после эякуляции и рвутся из-за неправильного использования или физического повреждения (например, презерватив может быть надорван во время извлечения из пакета). Причиной повреждения или спадания презерватива может быть ухудшение качества латекса (обычно из-за использования просроченных презервативов, неправильного хранения или контакта со смазкой на масляной основе). Вероятность механического повреждения колеблется от 0,4 % до 2,3 %, а вероятность спадания от 0,6 % до 1,3 %.
По данным американских исследователей, изложенных в книге King K. Holms Sexually Transmitted diseases, 3ed edition, McGraw-Hill, 1999. частота разрывов презервативов в развитых странах составляет:
- около 0,6 % при вагинальных контактах
- 1—7 % при анальных контактах

Даже если презерватив не повреждён и не спал, у 1,2 % женщин тест на остатки спермы во влагалище после полового акта с мужчиной в презервативе даёт положительный результат.
Использование двух презервативов одновременно не только не снижает риск, но и даже увеличивает его.
Разные причины отказа презервативов приводят к разным уровням опасности. Если презерватив повредился при надевании, его можно выбросить и надеть новый. Согласно одному исследованию, количество попавшего в вагину семени при порванном презервативе составляла половину того, что попадает при незащищённом половом акте, а при спавшем презервативе — пятую часть.
Презерватив стандартного размера подходит большинству мужчин, для остальных некоторые производители выпускают маленькие («snug size») и большие («magnum size») презервативы. Отдельные производители выпускают презервативы с указанием размера полового члена, утверждая, что они безопаснее и (или) комфортабельнее стандартных. Согласно некоторым исследованиям, использование маленького презерватива на большом члене чаще приводят к разрыву презерватива и реже — к его спаданию, хотя другие исследования не дали определённых результатов.
У опытных пользователей презервативы гораздо реже спадают или рвутся, чем у новичков, использующих их впервые. Если презерватив спал или порвался, есть повышенная вероятность, что это случится снова у того же пользователя. По мнению авторов статьи в Population Reports, обучение правильному пользованию презервативами снижает риск их разрывов или спаданий. То же мнение выражает публикация в Family Health International, предлагающая также осуществить более глубокие исследования для выяснения причин разрывов и спаданий презервативов.
Среди обычно использующих презервативы как контрацептивное средство, оплодотворение может произойти из-за того, что они пользуются презервативом не всегда. Презервативы могут кончиться, их можно забыть, отправившись в путь, или мужчина может решить один раз отказаться от его использования, просто понадеявшись на удачу. Разовые отказы от использования презерватива являются главной причиной беременности у партнёров, предохраняющихся от беременности с помощью презервативов.
Ещё одна причина отказов от использования презервативов — контрацептивный саботаж. Обычная техника для этого — прокалывание кончика презерватива. Делающие это люди считают, что прокол презерватива существенно снижает его эффективность. Один из распространённых мотивов этого — завести ребёнка против воли партнёра.
По словам некоторых нигерийских проституток, были случаи, когда клиенты в ответ на принуждение к применению презервативов повреждали их ногтями.

## Распространённость
Распространённость презервативов сильно варьирует от страны к стране. Большинство опросов об использовании контрацептивов, проведённых в 1997–2007 годах среди замужних женщин или же среди женщин в неформальных объединениях, показали, что частота использования презервативов выше всего в Японии: в этой стране презервативы составляют 80 % всех используемых средств контрацепци и.
В среднем, в развитых странах презервативы являются самым популярным методом контрацепции, 28 % замужних женщин, пользующихся контрацептивами, полагаются на презервативы. В слаборазвитых странах эта цифра гораздо ниже и составляет 6—8 %.
Использование презервативов для предотвращения болезней тоже варьируется. Один опрос, проведённый в 2001 году среди геев США, показал, что 35 % использовали два презерватива одновременно, такая практика известна под названием double bagging. (Хотя два презерватива надевают с целью повысить безопасность, в действительности такая практика, наоборот, повышает риск повреждения презерватива.)

## Применение

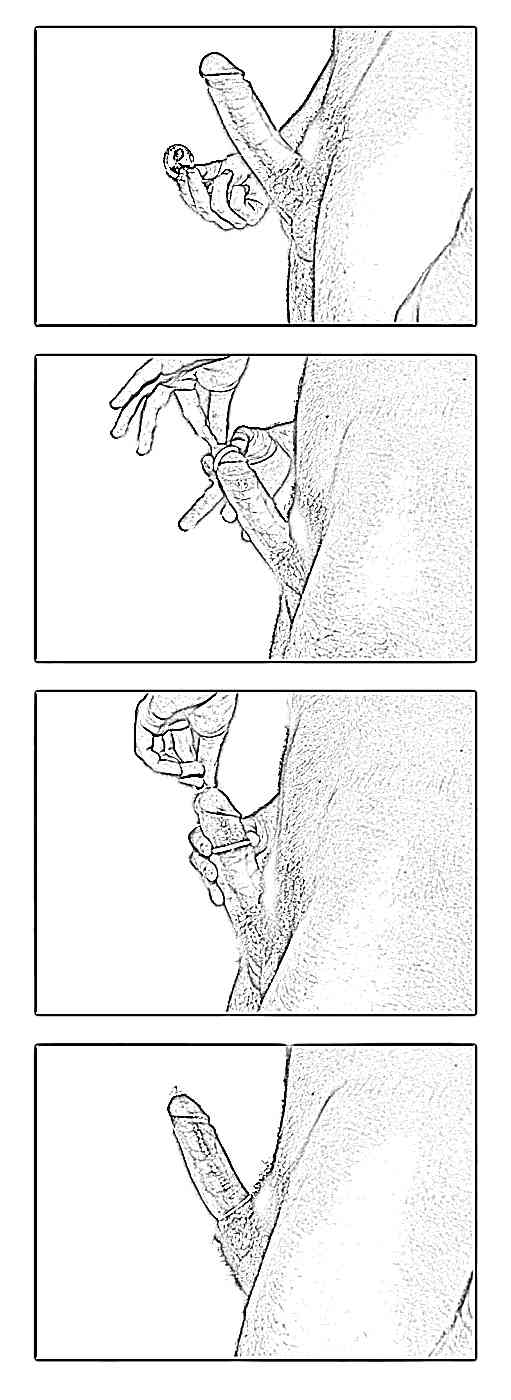
Схематичный рисунок надевания мужского презерватива

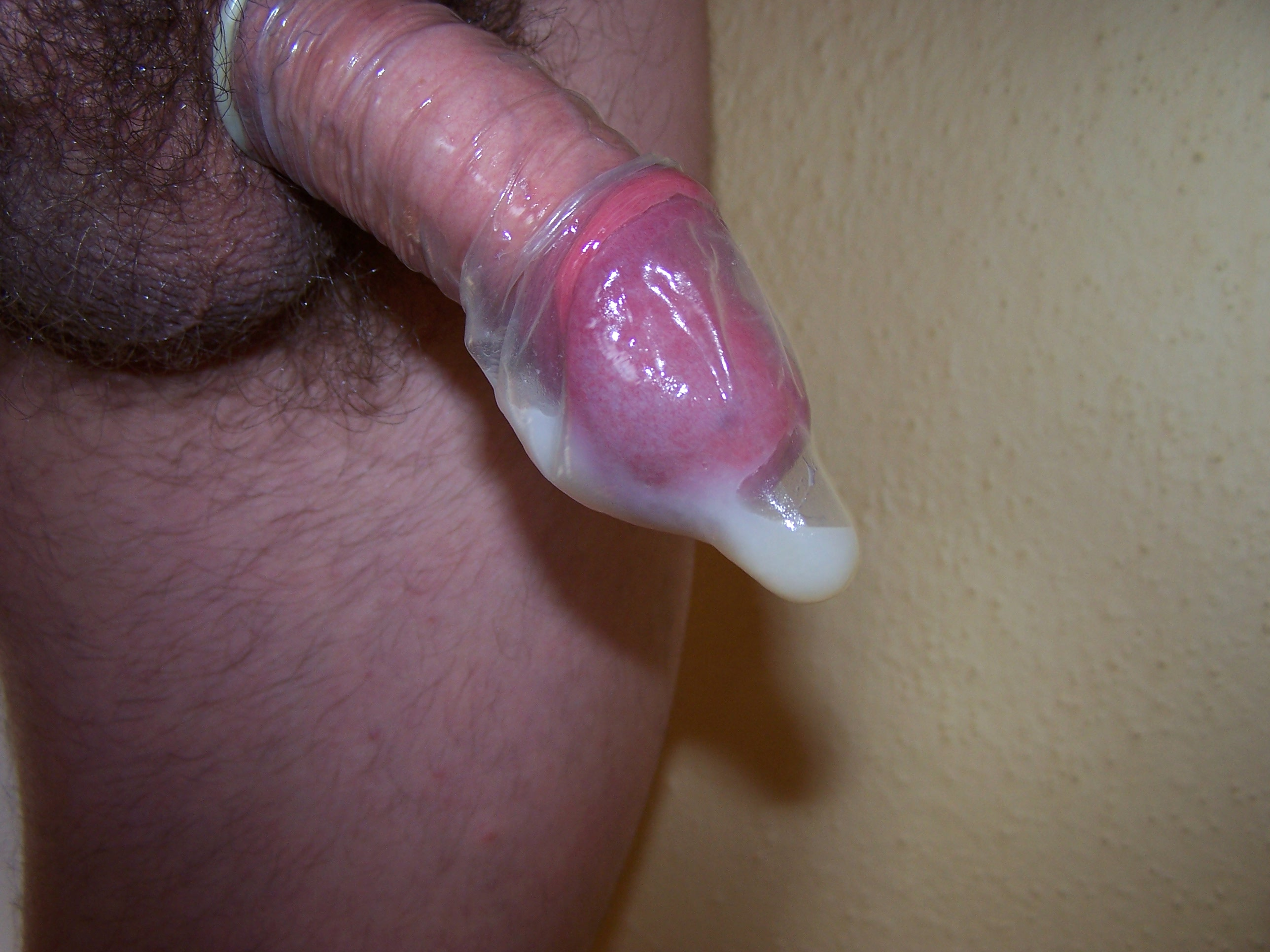
Презерватив после эякуляции

Мужские презервативы обычно упакованы в фольгу, свёрнуты, и должны быть надеты на кончик эрегированного полового члена, после чего развёрнуты по направлению к его корню. Важно оставить на конце презерватива немного места для спермы, выгнав оттуда воздух, иначе сперма может выплеснуться из презерватива. После использования презерватив рекомендуется связать узлом или завернуть в салфетку или туалетную бумагу, после чего выбросить в мусор.

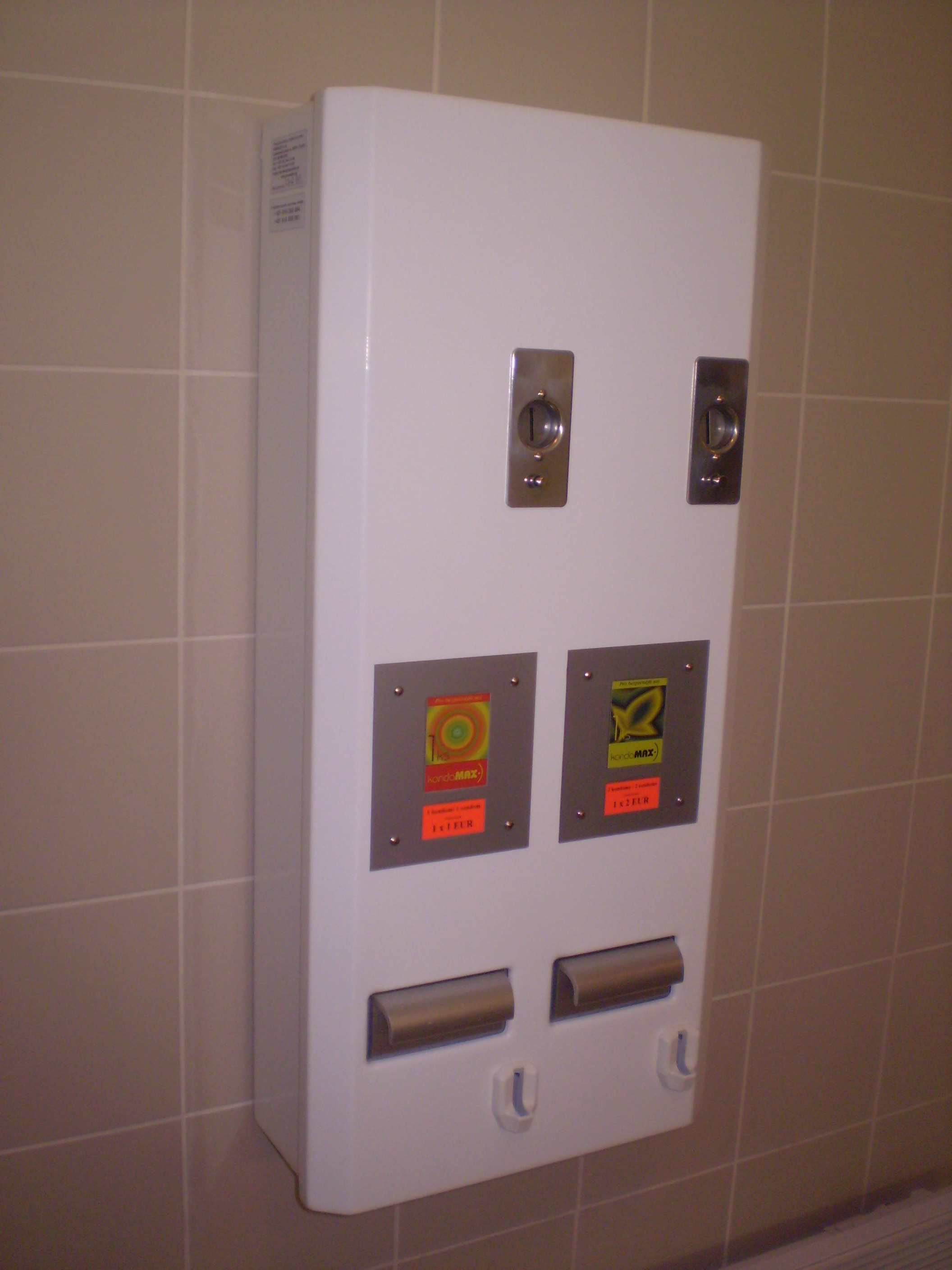
Кондомат в Словакии

Некоторые пары считают, что презерватив мешает сексу, тогда как другие рассматривают надевание презерватива как часть предварительной игры. Некоторые мужчины и женщины считают, что физический барьер притупляет ощущения. Преимуществом притупленных ощущений могут стать длительные предварительные игры и отложенная эякуляция, а недостатком — уменьшение сексуального возбуждения. Опубликованное в 2013 году исследование показало, что секс с презервативом не снижает остроту ощущений. Эксперты изучали особенности использования смазки и презервативов и связь данного факта с удовлетворением от секса. Опрошенные мужчины и женщины постоянно оценивали секс как «приносящий удовольствие и крайне возбуждающий», несмотря на презерватив или смазку. В частности, эти факторы не влияли на качество эрекции. Также сексологами из Университета Индианы был проведен опрос. 1599 мужчин вели подробные дневники своей сексуальной жизни, из которых был сделан сенсационный вывод: те мужчины, которые пользовались презервативом, в четыре раза чаще имели острые ощущения в момент эякуляции. 41 % из них свидетельствовало более высокой интенсивности полового акта, а 40 % — об увеличении его продолжительности.

### Роль в сексуальном образовании
Презервативы часто используются в программах сексуального образования, потому что при правильном использовании они снижают вероятность беременности и ЗППП. По итогам недавнего исследования Американская психологическая ассоциация поддержала включение информации о презервативах в сексуальном образовании, а также «пропаганду использования презервативов для тех, кто сексуально активен».
В США, некоторые религиозные организации выступают против изучения презервативов в школах. Ассоциация «Planned Parenthood», поддерживающая планирование семьи и сексуальное образование, заявляет, что нет исследований, которые бы подтверждали, что программы, пропагандирующие только воздержание, действительно приводят к более позднему началу половой жизни, а также цитирует опросы, согласно которым 75 % американских родителей хотят, чтобы их дети получали полное сексуальное образование, в том числе и об использовании презервативов.

### Лечение бесплодия
Стандартные процедуры при лечении бесплодия, как спермограмма и искусственное оплодотворение, включают в себя взятие спермы. Чаще всего она берётся путём мастурбации, но есть и альтернатива — специальный коллекторный презерватив (collection condom) без спермицидов используется для сбора спермы во время полового акта.
Такие презервативы делаются из силикона или полиуретана, потому что латекс вреден для спермы. Многие мужчины предпочитают мастурбацию, но некоторые религии полностью её запрещают. Кроме того, пробы спермы, взятые во время полового акта, качественнее (по количеству сперматозоидов, их подвижности и доле сперматозоидов с нормальной морфологией), чем при мастурбации. По этой причине они, как считается, дают более точные результаты при анализе и более высокие шансы забеременеть при искусственном оплодотворении. Приверженцы религий, запрещающих контрацепцию, как, например, католицизм, могут использовать специальные презервативы с проколотыми в них отверстиями.
Презервативная терапия иногда прописывается бесплодным парам, в которых у женщины высок уровень антител против спермы. Теория заключается в том, что предотвращение контакта со спермой партнёра снизит уровень антител и таким образом повысит её шансы забеременеть после окончания терапии. Однако исследования не смогли подтвердить, что презервативная терапия повышает вероятность беременности.

### Применение для других целей

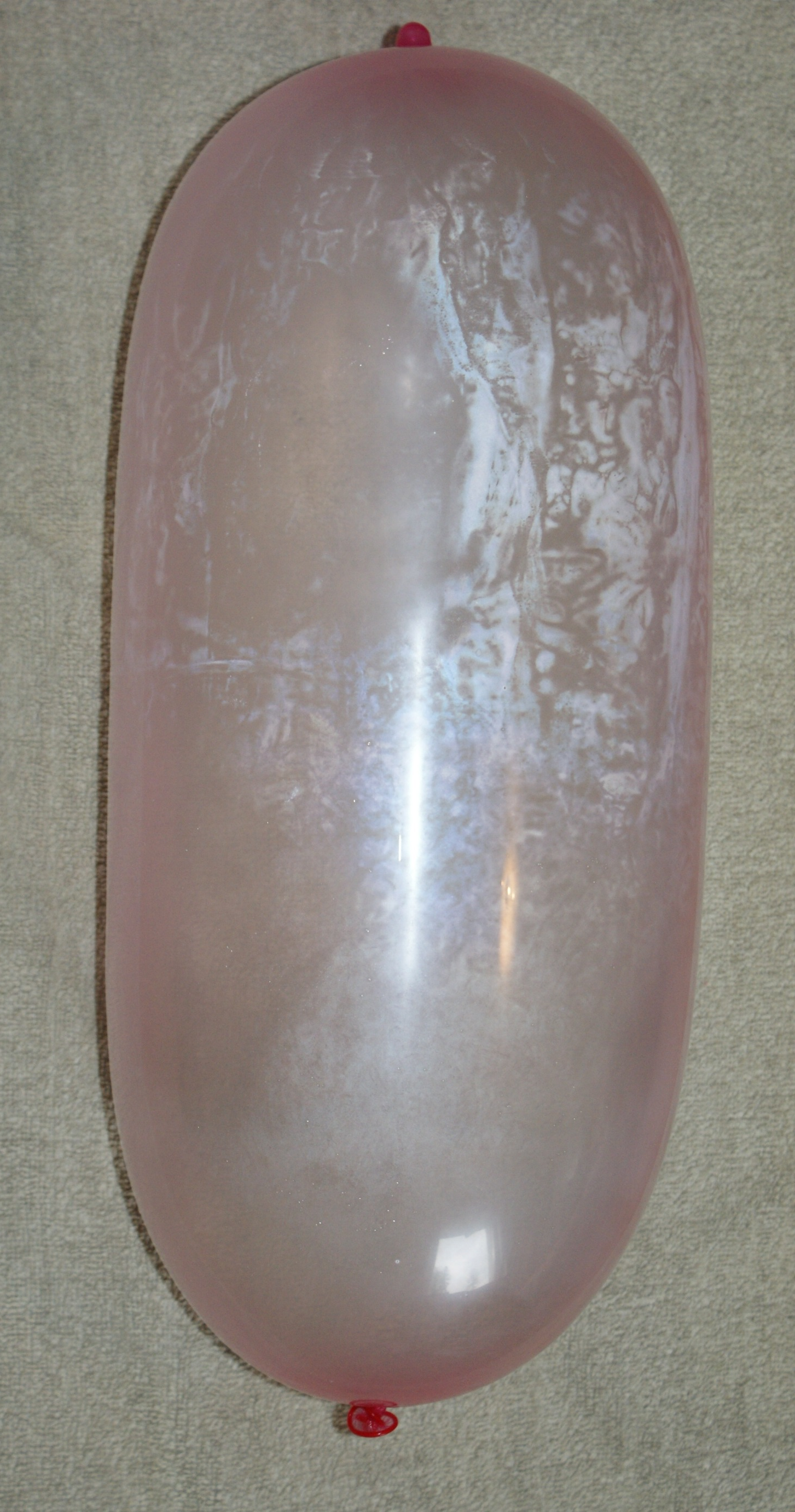
Надутый как воздушный шарик презерватив

Будучи водонепроницаемыми, эластичными, мало портящимися со временем, и не вызывающими подозрений при нахождении, презервативы — отличные многоцелевые контейнеры. На войне презервативы начали использовать ещё во время Второй мировой войны, в частности:
- солдаты надевали несмазанный презерватив на дульный конец ствола огнестрельного оружия, чтобы предотвратить попадание внутрь грязи[190].
- Управление стратегических служб (OSS) использовало презервативы для самых разных целей, от хранения добавок к топливу, вызывающих коррозию, и проволочных гаррот (после снятия Т-образных ручек) до хранения кислотной компоненты канистры с саморазрушающейся плёнкой или приготовления импровизированной взрывчатки[191].
- SEAL (спецназ ВМС США) использовал двойные кондомы, закреплённые неопреновым цементом, чтобы защитить некоторые детали  от повреждения под водой[192].

Другие виды применения презервативов:
- Хранение воды в чрезвычайных ситуациях[193].
- Защита микрофонов от дождя и снега[194][195][196].
- Контрабанда кокаина и других наркотиков через границы и в тюрьмы. Презерватив наполняется наркотиком, связывается узлом и либо проглатывается, либо вставляется в ректальное отверстие. Эти методы очень опасны: если презерватив лопается, наркотик может вызвать передозировку[197].
- В советских исправительно-трудовых лагерях презервативы использовались заключёнными, работающими вне лагеря днём, для проноса спирта на территорию лагеря. Будучи вне лагеря, заключённый глотал пустой презерватив, прикреплённый к тонкому резиновому шнуру, конец которого зажимался между зубами. Затем контрабандист наполнял презерватив спиртом, используя шприц. В презерватив входило до трёх литров чистого спирта. После этого заключённый возвращался в лагерь. В бараке его переворачивали и трясли, пока не выливался весь спирт. Александр Солженицын отмечает, что из трёх литров спирта можно было сделать семь литров водки. Хотя заключённый рисковал исключительно болезненной и неприятной смертью в случае разрыва презерватива, другие заключённые вознаграждали его за этот риск[198].
- Сохранение образцов почвы в сухости[199][200].
- В художественной литературе описано использование презерватива во взрывных работах в мокром забое шахты. Динамитная шашка помещается внутрь презерватива для защиты запала и взрывчатого вещества от воды[201][неавторитетный источник].
- Нарезанными на узкие полосы презервативами обматывают стык между капсюлем-детонатором и огнепроводным шнуром. Этот процесс называется «гондонирование»[202].[неавторитетный источник]
- Использование фиксирующего кольца презерватива в качестве пассика в лентопротяжном механизме кассетных магнитофонов и плейеров.[источник не указан 687 дней]
- При декомпрессии грудной клетки — как односторонний клапан. Декомпрессионная игла протыкается через кондом и входит в грудную клетку. Кондом складывается, когда воздух выходит, но не позволяет воздуху входить в грудную клетку[203].

## Критика

### Экологический ущерб и утилизация
Сливание презерватива в унитаз может засорить канализацию или вызвать другие проблемы.
Хотя латексные презервативы биологически разрушаются, при неправильной утилизации они наносят ущерб окружающей среде. Вместе с некоторыми другими видами мусора они покрывают коралловые рифы и «душат» морские травы и другие живые существа, обитающие на дне. United States Environmental Protection Agency (EPA) также выразило обеспокоенность, что многие животные принимают мусор за еду.
Презервативы из полиуретана или пластика не разрушаются совсем. Обёртки из пластика и фольги тоже не подвержены биологическому разрушению. Однако блага, которые предоставляют презервативы, как правило, считаются достаточными, чтобы перевесить эти недостатки. Частое выбрасывание презервативов или их обёрток в публичных местах, например парках, стало постоянной мусорной проблемой.

### Вред для здоровья
Для сушки латексного презерватива перед упаковкой используется порошок. Раньше большинство производителей использовали тальк, но сейчас самое популярное средство — кукурузный крахмал. Тальк известен своей токсичностью при попадании в брюшную полость, в том числе через вагину. Кукурузный крахмал, как считается, безопасен, хотя некоторые исследователи высказывали обеспокоенность его использованием.
Потенциально канцерогенные нитрозамины используются для улучшения эластичности латексных презервативов. В действительности вероятность заболеть раком из-за использования презервативов очень низка, поскольку, по данным 2001 года, люди получают в 1000—10000 раз больше нитрозамина из еды и при курении табака, чем от использования презервативов. Однако в 2004 немецкие исследователи обнаружили нитрозамины в 29 из 32 проверенных марок презервативов, и заключили, что получение нитрозаминов из презервативов может в 1,5—3 раза превышать получение их из еды. Даже в случае регулярного использования презервативов за 30 лет в организм человека может поступить суммарно 0,9 мкг нитрозаминов, что примерно в один миллион раз меньше той дозы, которая потенциально может вызвать онкологические заболевания.

### Позиция католической церкви
Римско-католическая церковь осуждает применение супружескими парами любых средств, непосредственно препятствующих оплодотворению. Однако использование презервативов для борьбы с ЗППП остаётся темой дебатов. Некоторые, как, например, бельгийский кардинал Годфрид Даннеелс, верят, что католическая церковь должна активно поддерживать использование презервативов для предотвращения болезней, особенно серьёзных болезней, как, например, ВИЧ. Однако официальный Ватикан всегда заявлял, что программы, пропагандирующие презервативы, поощряют промискуитет, приводя к росту передачи ВИЧ-инфекции. В 2010 году Папа Римский Бенедикт XVI заявил, что Церковь считает использование презервативов аморальным, хотя их использование для уменьшения вероятности заражения при случайной половой связи, которая также рассматривается как аморальное поведение, может быть оправдано как первый шаг к ответственности..
Римско-католическая церковь проводит большую работу по борьбе с эпидемией СПИД в Африке, но при этом её противодействие использованию презервативов в таких программах было и остаётся очень спорным.

### Позиция Русской православной церкви
Отношение Русской Православной Церкви (РПЦ) к презервативам в целом нейтральное. Оно сформулировано в одном из разделов документа под названием «Социальная концепция РПЦ», где написано: «Религиозно-нравственной оценки требует также проблема контрацепции. Некоторые из противозачаточных средств фактически обладают абортивным действием, искусственно прерывая на самых ранних стадиях жизнь эмбриона, скорее к ним применимы суждения, относящиеся к аборту и греху. Другие же средства, которые не связаны с пресечением уже зачавшейся жизни, к аборту приравнивать нельзя.»

## Ложные представления о презервативах
В обществе циркулируют ошибочные представления о презервативах.

### Миф о ненадёжности
Ошибочно мнение о непрочности презервативов. Во время вагинального секса презервативы рвутся в не более чем 2 % случаев, при анальном половом акте — около 0,7 % случаев. По статистике, разрыв презерватива происходит обычно из-за его неправильной эксплуатации.
Практически все случаи разрыва презерватива вызваны одной из трёх причин, их список в порядке уменьшения вероятности:
1. презерватив неправильно надет;
2. презерватив испорчен (повреждён) до использования;
3. в половом акте слишком мало смазки, мало или не использовался лубрикант.

Мнение о ненадёжности презерватива, что он часто соскальзывает, неверно. При условии соблюдения правил использования презерватива он не соскользнёт с полового члена. Соскальзывание презерватива происходит, как правило, после прекращения эрекции. Также презерватив должен быть подходящего размера и  надет (раскатан) полностью, на весь половой член.

### Миф о бессрочности
Многие считают, что якобы в презервативе нечему портиться и он не имеет срока годности. В действительности латексные презервативы со спермицидом ноноксинол-9 хранится не более двух лет, а без спермицида — не более 5 лет. причина этого в том, что латекс (натуральный каучук) со временем деградирует, теряет эластичность и может трескаться, также со временем смазка, которой он покрыт, высыхает, и в результате презерватив легко рвётся.
Презервативы со спермицидом защищают от незапланированной беременности точно также, как и презервативы без него, при этом хранятся меньше, поэтому UpToDate рекомендует пользоваться презервативами без спермицидов.
Несмотря на ограниченный срок хранения презерватива, секс с просроченным презервативом безопаснее в сравнении с сексом вообще без презерватива.

### Презерватив и лубрикант
Многие люди считают, что дополнительную смазку якобы нельзя использовать с презервативом, то есть что презервативы сочетаются только с той смазкой, которая на них нанесена. Такое мнение частично неверно, с презервативами можно использовать только совместимые с материалом презерватива смазки, при этом имеются как универсальные презервативы, так и универсальные смазки.
Любые смазки, в том числе и масляные, можно использовать с презервативами из полиуретана.
К любому презервативу подходят интимные смазки на водной основе и на основе силиконов.
С латексными и полиизопреновыми презервативами нельзя использовать никакие смазки на масляной основе, в том числе вазелин, косметические кремы, пищевые масла, косметические масла. Также нельзя использовать латексные и изопреновые презервативы в случае, если женщина использует медицинские свечи (суппозитории) для лечения молочницы или другого вагинального расстройства.

### Защитные свойства презервативов
Хотя производители презервативов часто пишут, что презерватив не обеспечивает абсолютной защиты от беременности инфекций, не означает, что презервативы неэффективны. Такая надпись прежде всего предупреждает о возможности неправильно использовать или использовать неподходящий презерватив. Индекс Перля для презервативов при условии правильного их применения составляет 98 % — то есть при ежедневном использовании в течение года вероятность беременности составляет 2 %, а при типичном использовании (с ошибками) презерватив предупреждает 82–85 % беременностей. В сравнении с пероральными контрацептивами презерватив немного проигрывает (КОК обеспечивают 99 % при идеальном использовании и 92 % при типичном), при этом презервативы защищают и от многих инфекций (ЗППП: 80 % от ВИЧ, 50 % — всех, в том числе не защищают от тех ЗППП, которые передаются через травмированную кожу генитальной зоны), а КОК — только от беременности.

### Два презерватива
Хотя многие люди считают, что два презерватива надёжнее, чем один, «двойная защита» резко увеличивает вероятность разрыва обоих презервативов.
Женщинам, которым хочется дополнительно снизить вероятность забеременеть, имеет смысл использовать второй способ контрацепции: внутриматочную спираль, КОК или гормональный имплантат.

### Качество секса
Когда партнёр жалуется на снижение чувствительности и неприятное трение при использовании презерватива, это означает только то, что этот человек не привык использовать презерватив в сексе. По мере практического использования презерватива у большинства людей качество секса такое же, как и без презерватива.
В некоторых случаях, в частности, при преждевременной эякуляции, презерватив помогает продлить половой акт, а утолщенные презервативы поддерживают эрекцию.
Люди, которым не нравится, как презерватив притупляет ощущения, можно использовать текстурированные модели презервативов и стимулирующие лубриканты.
Если при использовании презерватива чувствуется избыточное трение, можно использовать ультратонкие модели презервативов и большое количество смазки, в том числе силиконовую смазку.

### Аллергия на презервативы
Потенциальным аллергеном может быть только латексный презерватив. Полиуретановые и полиизопреноные презервативы аллергию вызывать не могут.

## Основные производители

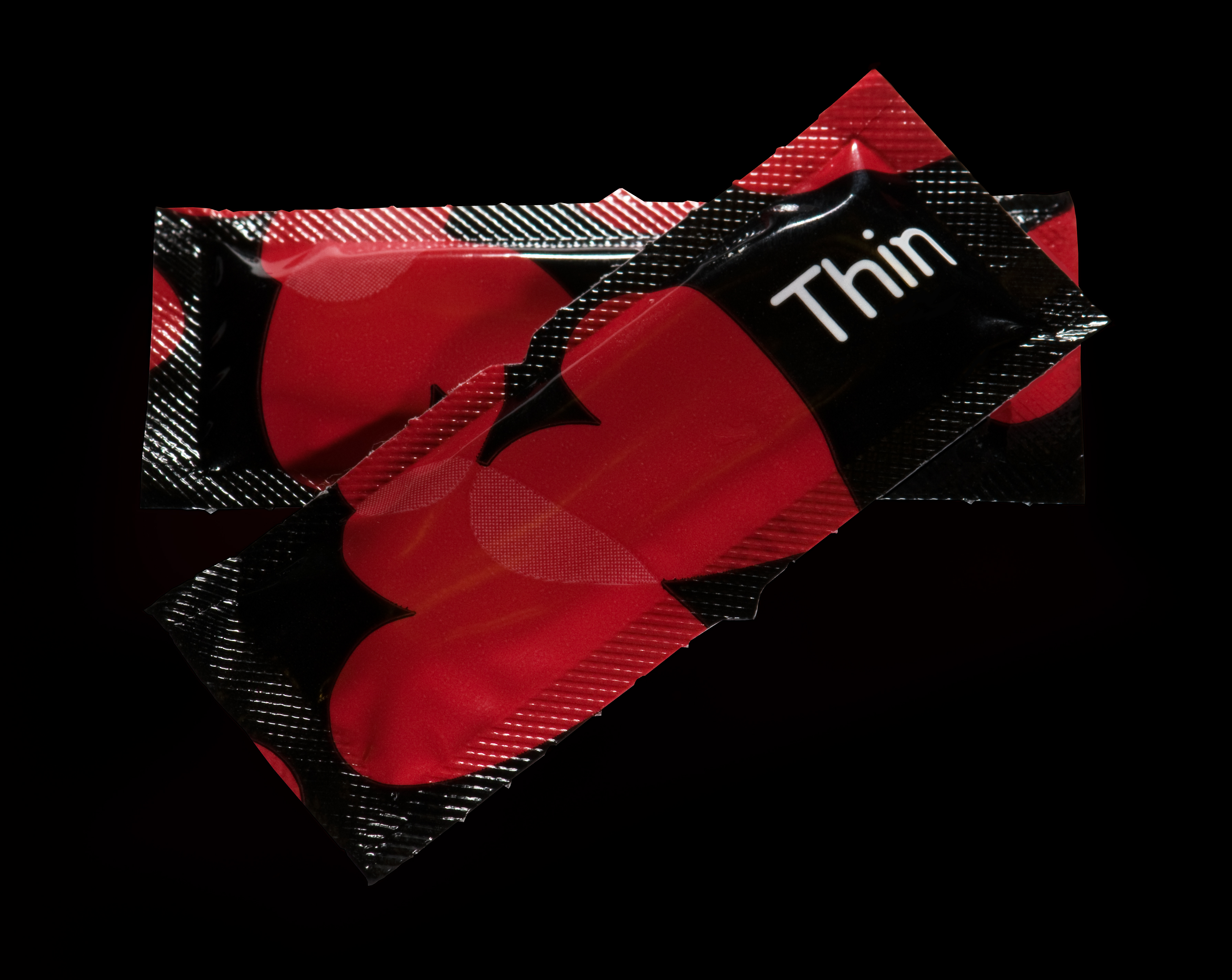
Вариант современной упаковки презервативов

Один аналитик[кто?] описал размер рынка презервативов как поражающий воображение. По всему миру разбросаны многочисленные мелкие производители, некоммерческие группы, и правительственные фабрики. На рынке презервативов есть несколько главных производителей, в их числе как коммерческие, так и филантропические организации. Большинство крупных производителей связаны с бизнесом ещё с конца XIX века.
- Торговая марка Durex зарегистрирована London Rubber Company в 1929 году, название происходит от английских слов «Прочность, Надёжность и Превосходство». В 1932 открылась первая фабрика Durex, где презервативы изготавливали через погружение заготовок в натуральный каучуковый латекс. Этот процесс постоянно совершенствуется, однако он до сих пор является основой для изготовления презервативов. В 1957 году Durex выпустил первый презерватив со смазкой, а в 1969 — первый презерватив анатомической формы. В 2000 был разработан уникальный нейтрализатор запаха, уменьшающий запах натурального латекса. На сегодняшний день Durex производит 2 миллиона презервативов в день, которые продаются приблизительно в 180 странах[источник не указан 4393 дня].
- Презервативы Contex являлись частной торговой маркой российской компании «Медком МП». После продажи последней все права на марку перешли к компании Reckitt Benckiser.[источник не указан 687 дней]
- Julius Schmid, Inc. была основана в 1882 и начала производить презервативы Shieks и Ramses[45]. London Rubber Company (Лондонская Резиновая Компания) начала производить латексные презервативы в 1932 году под маркой Durex[220]. Ныне обе компании — часть Seton Scholl Limited[221].
- Youngs Rubber Company, основанная Мерлем Янгсом (Merle Youngs) в конце XIX века в США, производила презервативы под маркой Trojan[53]. Сейчас этой маркой владеет Church and Dwight[222].
- Dunlop Rubber, открывшаяся в 1889 году как производитель изобретённых Джоном Бойдом Данлопом надувных шин для велосипедов, начала изготавливать презервативы в Австралии в 1890-х. В 1905 компания продала оборудование для производства презервативов одному из своих работников, Эрику Анселлу, основавшему Ansell Rubber. В 1969 году Dunlop Rubber приобрела Ansell[221]. В 1987 году английский магнат Ричард Брэнсон подписал с Ansell контракт о совместной кампании борьбы с СПИДом. Ansell согласился продавать презервативы Mates с незначительной прибылью или даже без прибыли для того, чтобы поощрить использование презервативов. Вскоре Брэнсон продал фирме Ansell марку Mates, причём проценты от прибыли должны были ежегодно выплачиваться благотворительной организации Virgin Unite[223]. Помимо марки Mates, Ansell производит презервативы Lifestyle для американского рынка[224].
- В 1934 в Японии была основана Kokusia Rubber Company, ныне известная как Okamoto Rubber Manufacturing Company[225]. 65 % презервативов, продаваемых в Японии, произведены в Okamoto Rubber Manufacturing — абсолютным лидером рынка Японии. В 2010 году, по мнению популярного американского сайта condomdepot.com, презервативы Okamoto Crown заняли первое место в номинации «Лучший презерватив года», им была присвоена награда World’s Best Condom[226].
- В 1970 Тим Блэк (Tim Black) и Фил Харви (Phil Harvey) основали бизнес под названием Population Planning Associates, ныне известный как Адам и Ева (Adam & Eve). Population Planning Associates была компанией, продававшей товары по почте, и продавала презервативы студентам американских колледжей. Прибыли своей компании Блэк и Харви потратили на создание некоммерческой организации Population Services International[227]. Позднее Харви создал ещё одну некоммерческую организацию, DKT International, которая ежегодно продаёт по сниженным ценам миллионы кондомов в развивающихся странах по всему миру[227].
- Sagami Rubber Industries Co., Ltd. была основана в 1934, как первое в Японии предприятие-производитель презервативов. Компания известна в первую очередь благодаря производству презервативов из полиуретана. В 1934 Сагами разработаны и выпущены первые латексные презервативы в Японии. В 1949 разработаны и выпущены первые цветные презервативы (жёлтый и синий) в мире. В 1963 разработаны и выпущены первые облегающие презервативы в мире. В 1976 Сагами разработаны и выпущены первые презервативы в мире с точечной текстурой. В 1998 разработаны и выпущены первые полиуретановые презервативы в Японии. В 1999 впервые в Японии разработаны и выпущены суперпрочные презервативы, выдерживающие разрывную силу свыше 100 Ньютон. В 2000 Сагами впервые в мире разработаны и выпущены презервативы, обработанные кислотным раствором и смазкой на водной основе, которая не влияет на рН-фактор партнёров. В 2005 году компанией были выпущены полиуретановые презервативы серии Sagami Original толщиной 0,02 мм, а в 2013 году — толщиной 0,01 мм. На сегодняшний день компания представляет свою продукцию более чем в 80 странах.[источник не указан 687 дней]
- Pasante Healthcare Ltd. была основана в Великобритании в 2000 году и на данный момент занимает более 30 % рынка в родной стране. Презервативы под маркой Pasante переживают период активной международной экспансии[228].
- Torex — российский производитель презервативов и интимных гель-смазок. Находится во Владимирской области, там же и расположены производственные мощности. Принадлежит компании «Бергус».[источник не указан 687 дней]

## Политика
С последней четверти XX века правительства стран третьего мира, в частности Индии, начали продавать презервативы в больших количествах по субсидированным ценам для борьбы с перенаселением.

## Исследования
Исследователи из университета Лаваль в Квебеке, Канада, изобрели невидимый презерватив (Invisible Condom). Невидимый презерватив представляет собой гель, после введения в вагину или ректальное отверстие затвердевающий из-за повышения температуры. В лабораторных экспериментах гель эффективно блокировал ВИЧ и вирус простого герпеса. Барьер разжижается через несколько часов. К 2005 году невидимый презерватив проходил стадию клинических исследований и ещё не появился в продаже.
В 2005 году также изобретён презерватив, обработанный электрогенерирующим раствором. Раствор должен помочь пользователю сохранить эрекцию, а также уменьшить спадание. В 2007 году презерватив всё ещё был в стадии клинических исследований.
По сообщению швейцарского телевидения Schweizer Fernsehen от 29 ноября 2006 года, немецкий учёный Ян Винценц Краузе (Jan Vinzenz Krause) из немецкого Института исследований презерватива (Institut für Kondom-Beratung) изобрёл аэрозольный презерватив и теперь испытывает его. По словам Краузе, его презерватив застывает за пять секунд и идеально повторяет форму пениса пользователя.
В 2018 году ученые создали презерватив, не требующий смазки: гидрофильное покрытие обеспечивает низкое трение при контакте со слизистыми.